# Major League Soccer 2023
La temporada 2023 de la Major League Soccer fue la edición número 28 de Major League Soccer (MLS), la principal liga de fútbol profesional de los Estados Unidos y Canadá. En esta liga participaron 29 clubes debido a la incorporación de St. Louis City SC como un equipo de expansión en la Conferencia Oeste, con Nashville SC regresando a la Conferencia Este. La temporada regular fue programada para comenzar el 25 de febrero de 2023 y finalizar el 21 de octubre; después, fue seguido por los play-offs.
La pretemporada para la temporada 2023 comenzó en enero de 2023, y la temporada comenzó el 25 de febrero. La temporada regular se detuvo del 21 de julio al 19 de agosto para la Leagues Cup con un mes de duración, durante la cual los equipos de la MLS jugaron contra oponentes de la Liga MX.
En junio de 2022, Apple Inc. y la MLS anunciaron una asociación de diez años para los derechos de transmisión de todos los partidos de la MLS y Leagues Cup, así como de juegos selectos de MLS Next y MLS Next Pro, a través del servicio MLS Season Pass dentro de la aplicación Apple TV. Fox Sports retuvo los derechos lineales de la MLS, mientras que por primera vez en la historia de la liga, ESPN ya no transmitió más partidos de la competición (Univision optó por transmitir solo juegos selectos de la Leagues Cup, por lo que dejó de emitir encuentros de temporada regular de la MLS después de un total de 19 años).
Esta fue la primera vez desde que se creó este campeonato que las plazas de clasificación de la MLS para la Copa de Campeones de la Concacaf 2024 no se asignaron exclusivamente a clubes estadounidenses, esto permitió que los clubes canadienses expatriados tuvieran la oportunidad de poder clasificarse para el torneo, sin tener necesariamente que ganar el Campeonato Canadiense.
El FC Cincinnati logró ganar el trofeo Supporters' Shield 2023 y fue campeón de la Conferencia Este; mientras que el St. Louis City fue el campeón de la Conferencia Oeste.

## Equipos

### Información
Nota: Todos los equipos utilizan Adidas como fabricante de uniformes universales. Como parte del contrato de transmisión de Apple, todos los kits de la MLS incluirán Apple TV+ como patrocinador principal.
| Equipo                                     | Ciudad            | Entrenador            | Estadio                    | Aforo  | Patrocinador              | Marca  |
| ------------------------------------------ | ----------------- | --------------------- | -------------------------- | ------ | ------------------------- | ------ |
| Atlanta United                             | Atlanta           | Gonzalo Pineda        | Mercedes-Benz Stadium      | 42 500 | American Family Insurance | Adidas |
| Austin                                     | Austin            | Josh Wolff            | Estadio Q2                 | 20 500 | Yeti                      | Adidas |
| Montreal                                   | Montreal          | Hernán Losada         | Estadio Saputo             | 20 801 | Banco de Montreal         | Adidas |
| Charlotte                                  | Charlotte         | Christian Lattanzio   | Bank of America Stadium    | 74 867 | Ally                      | Adidas |
| Chicago Fire                               | Chicago           | Frank Klopas INT      | Soldier Field              | 24 995 | Motorola Mobility         | Adidas |
| Colorado Rapids                            | Commerce City     | Chris Little INT      | Dick's Sporting Goods Park | 18 061 | Nationwide                | Adidas |
| Columbus Crew                              | Columbus          | Wilfried Nancy        | Lower.com Field            | 20 011 | Nationwide                | Adidas |
| D. C. United                               | Washington D. C.  | Frédéric Brillant INT | Audi Field                 | 20 000 | Leidos                    | Adidas |
| Cincinnati                                 | Cincinnati        | Pat Noonan            | TQL Stadium                | 26 000 | Mercy Health              | Adidas |
| Dallas                                     | Frisco            | Nico Estévez          | Toyota Stadium             | 20 500 | MTX Group                 | Adidas |
| Houston Dynamo                             | Houston           | Ben Olsen             | Shell Energy Stadium       | 22 039 | MD Anderson               | Adidas |
| Inter Miami                                | Fort Lauderdale   | Gerardo Martino       | DRV PNK Stadium            | 18 000 | XBTO                      | Adidas |
| Los Angeles Football Club                  | Los Ángeles       | Steve Cherundolo      | BMO Stadium                | 22 000 | Flex                      | Adidas |
| Los Angeles Galaxy                         | Carson            | Greg Vanney           | Dignity Health Sports Park | 27 000 | Herbalife                 | Adidas |
| Minnesota United FC                        | Saint Paul        | Sean McAuley INT      | Allianz Field              | 19 400 | Target                    | Adidas |
| Nashville SC                               | Nashville         | Gary Smith            | Geodis Park                | 30 000 | Renasant Bank             | Adidas |
| New England Revolution                     | Foxborough        | Clint Peay INT        | Gillette Stadium           | 25 000 | UnitedHealth Group        | Adidas |
| New York City FC                           | Bronx, Nueva York | Nick Cushing          | Yankee Stadium             | 28 940 | Etihad Airways            | Adidas |
| New York Red Bulls                         | Harrison          | Troy Lesesne          | Red Bull Arena             | 25 000 | Red Bull                  | Adidas |
| Orlando City SC                            | Orlando           | Óscar Pareja          | Exploria Stadium           | 25 500 | Orlando Health            | Adidas |
| Philadelphia Union                         | Chester           | Jim Curtin            | Subaru Park                | 18 500 | Bimbo Bakeries            | Adidas |
| Portland Timbers                           | Portland          | Phil Neville          | Providence Park            | 25 218 | Alaska Airlines           | Adidas |
| Real Salt Lake                             | Sandy             | Pablo Mastroeni       | America First Field        | 20 180 | LifeVantage               | Adidas |
| St. Louis City SC                          | San Luis          | Bradley Carnell       | Citypark                   | 22 500 | Purina                    | Adidas |
| San Jose Earthquakes                       | San José          | Luchi González        | PayPal Park                | 18 000 | Intermedia                | Adidas |
| Seattle Sounders                           | Seattle           | Brian Schmetzer       | Lumen Field                | 39 419 | Zulily                    | Adidas |
| Sporting Kansas City                       | Kansas City       | Peter Vermes          | Children's Mercy Park      | 18 467 | Victory Project           | Adidas |
| Toronto FC                                 | Toronto           | John Herdman          | BMO Field                  | 29 489 | Banco de Montreal         | Adidas |
| Vancouver Whitecaps                        | Vancouver         | Vanni Sartini         | BC Place                   | 22 120 | Bell Canada               | Adidas |
| Datos actualizados al 26 de junio de 2023. |                   |                       |                            |        |                           |        |

### Equipos por estados
| Estado             | N.º | Equipos                                                      |
| ------------------ | --- | ------------------------------------------------------------ |
| California         | 3   | Los Angeles F. C., Los Angeles Galaxy y San Jose Earthquakes |
| Texas              | 3   | Austin F. C., F. C. Dallas y Houston Dynamo                  |
| Florida            | 2   | Inter Miami y Orlando City S. C.                             |
| Ohio               | 2   | Columbus Crew y F. C. Cincinnati                             |
| Carolina del Norte | 1   | Charlotte F. C.                                              |
| Colorado           | 1   | Colorado Rapids                                              |
| Georgia            | 1   | Atlanta United                                               |
| Illinois           | 1   | Chicago Fire                                                 |
| Kansas             | 1   | Sporting Kansas City                                         |
| Massachusetts      | 1   | New England Revolution                                       |
| Minnesota          | 1   | Minnesota United                                             |
| Misuri             | 1   | St. Louis City                                               |
| Nueva Jersey       | 1   | New York Red Bulls                                           |
| Nueva York         | 1   | New York City F. C.                                          |
| Oregón             | 1   | Portland Timbers                                             |
| Pensilvania        | 1   | Philadelphia Union                                           |
| Utah               | 1   | Real Salt Lake                                               |
| Tennessee          | 1   | Nashville S. C.                                              |
| Washington         | 1   | Seattle Sounders                                             |
| Washington D. C.   | 1   | D. C. United                                                 |

Canadá
| Provincia          | N.º | Equipos             |
| ------------------ | --- | ------------------- |
| Columbia Británica | 1   | Vancouver Whitecaps |
| Ontario            | 1   | Toronto F. C.       |
| Quebec             | 1   | C. F. Montréal      |

### Cambios de entrenadores
| Equipo                 | Entrenador saliente | Fecha de vacante         | Tipo de salida     | Pos.         | Entrenador entrante   | Fecha de nombramiento    |
| ---------------------- | ------------------- | ------------------------ | ------------------ | ------------ | --------------------- | ------------------------ |
| New York Red Bulls     | Gerhard Struber     | 8 de mayo de 2023        | Mutuo acuerdo      | 15° E, 27° G | Troy Lesesne          | 8 de mayo de 2023        |
| Chicago Fire           | Ezra Hendrickson    | 8 de mayo de 2023        | Mutuo acuerdo      | 14° E, 25° G | Frank Klopas INT      | 8 de mayo de 2023        |
| Inter Miami            | Phil Neville        | 1 de junio de 2023       | Despedido          | 15° E, 27° G | Javier Morales INT    | 1 de junio de 2023       |
| Toronto FC             | Bob Bradley         | 26 de junio de 2023      | Despedido          | 14° E, 26° G | Terry Dunfield INT    | 26 de junio de 2023      |
| Inter Miami            | Javier Morales INT  | 28 de junio de 2023      | Fin del interinato | 15° E, 27° G | Gerardo Martino       | 28 de junio de 2023      |
| Portland Timbers       | Giovanni Savarese   | 21 de agosto de 2023     | Despedido          | 12° E, 24° G | Miles Joseph INT      | 21 de agosto de 2023     |
| Colorado Rapids        | Robin Fraser        | 5 de septiembre de 2023  | Despedido          | 14° O, 29° G | Chris Little INT      | 5 de septiembre de 2023  |
| New England Revolution | Bruce Arena         | 9 de septiembre de 2023  | Renuncia           | 2° E, 3° G   | Richie Williams INT   | 9 de septiembre de 2023  |
| New England Revolution | Richie Williams INT | 12 de septiembre de 2023 | Mutuo acuerdo      | 2° E, 3° G   | Clint Peay INT        | 12 de septiembre de 2023 |
| Toronto FC             | Terry Dunfield INT  | 30 de septiembre de 2023 | Fin del interinato | 15° E, 29° G | John Herdman          | 1 de octubre de 2023     |
| Minnesota United FC    | Adrian Heath        | 6 de octubre de 2023     | Despedido          | 12° O, 21° G | Sean McAuley INT      | 6 de octubre de 2023     |
| D. C. United           | Wayne Rooney        | 7 de octubre de 2023     | Mutuo acuerdo      | 9° E, 23° G  | Frédéric Brillant INT | 7 de octubre de 2023     |
| Portland Timbers       | Miles Joseph INT    | 6 de noviembre de 2023   | Fin de interinato  | 10° E, 18° G | Phil Neville          | 6 de noviembre de 2023   |

## Temporada regular

### Formato
Cada uno de los 29 equipos de la liga jugó 34 partidos: 17 en casa y 17 fuera de casa; la frecuencia de oponentes fue diferente para cada conferencia debido al número desigual de equipos. Los 15 equipos de la Conferencia Este jugaron dos partidos contra todos los demás equipos de la misma conferencia y un partido cada uno contra seis equipos de la Conferencia Oeste. Los 14 equipos de la Conferencia Oeste se enfrentaron dos veces, además de uno o dos partidos adicionales contra un equipo dentro de la conferencia; tuvieron un partido cada uno contra seis o siete equipos de la Conferencia Este. La temporada regular estuvo programada para comenzar el 25 de febrero y culminar en el día de decisión el 21 de octubre, donde todos los equipos jugaron entre sí en partidos simultáneos dentro de la conferencia salvo el D. C. United, pues la cantidad impar de equipos hacía que uno descanse por jornada. La temporada se pausó para la Leagues Cup 2023 del 15 de julio al 20 de agosto, así como las ventanas internacionales de FIFA en octubre y noviembre; las ventanas internacionales de junio y septiembre tuvieron una pausa parcial, con 13 clubes eligiendo continuar jugando durante ese tiempo. La mayoría de partidos se jugaron los miércoles y sábados a las 19:30 hora local como parte del contrato de transmisión de Apple TV.

### Conferencia Este
| Pos. | Equipo                 | Pts. | PJ | G  | E  | P  | GF | GC | Dif. | Clasificación   |
| ---- | ---------------------- | ---- | -- | -- | -- | -- | -- | -- | ---- | --------------- |
| 1    | F. C. Cincinnati       | 69   | 34 | 20 | 9  | 5  | 57 | 39 | +18  | Primera ronda   |
| 2    | Orlando City S. C.     | 63   | 34 | 18 | 9  | 7  | 55 | 39 | +16  | Primera ronda   |
| 3    | Columbus Crew          | 57   | 34 | 16 | 9  | 9  | 67 | 46 | +21  | Primera ronda   |
| 4    | Philadelphia Union     | 55   | 34 | 15 | 10 | 9  | 57 | 41 | +16  | Primera ronda   |
| 5    | New England Revolution | 55   | 34 | 15 | 10 | 9  | 58 | 46 | +12  | Primera ronda   |
| 6    | Atlanta United         | 51   | 34 | 13 | 12 | 9  | 66 | 53 | +13  | Primera ronda   |
| 7    | Nashville S. C.        | 49   | 34 | 13 | 10 | 11 | 39 | 32 | +7   | Primera ronda   |
| 8    | New York Red Bulls     | 43   | 34 | 11 | 10 | 13 | 36 | 39 | −3   | Ronda Wild Card |
| 9    | Charlotte F. C.        | 43   | 34 | 10 | 13 | 11 | 45 | 52 | −7   | Ronda Wild Card |
| 10   | C. F. Montréal         | 41   | 34 | 12 | 5  | 17 | 36 | 52 | −16  |                 |
| 11   | New York City F. C.    | 41   | 34 | 9  | 14 | 11 | 35 | 39 | −4   |                 |
| 12   | D. C. United           | 40   | 34 | 10 | 10 | 14 | 45 | 49 | −4   |                 |
| 13   | Chicago Fire           | 40   | 34 | 10 | 10 | 14 | 39 | 51 | −12  |                 |
| 14   | Inter Miami            | 34   | 34 | 9  | 7  | 18 | 41 | 54 | −13  |                 |
| 15   | Toronto F. C.          | 22   | 34 | 4  | 10 | 20 | 26 | 59 | −33  |                 |

 Fuente: MLS Standing
Criterios de clasificación: 1) Puntos; 2) Partidos ganados; 3) Diferencia de goles; 4) Goles anotados; 5) Puntos disciplinarios; 6) Diferencia de goles de visitante; 7) Goles de visitante; 8) Diferencia de goles de local; 9) Goles anotados de local; 10) Moneda al aire (solo 2 clubes), sorteo (más de 3 clubes).

### Conferencia Oeste
| Pos. | Equipo               | Pts. | PJ | G  | E  | P  | GF | GC | Dif. | Clasificación   |
| ---- | -------------------- | ---- | -- | -- | -- | -- | -- | -- | ---- | --------------- |
| 1    | St. Louis City       | 56   | 34 | 17 | 5  | 12 | 62 | 45 | +17  | Primera ronda   |
| 2    | Seattle Sounders     | 53   | 34 | 14 | 11 | 9  | 41 | 32 | +9   | Primera ronda   |
| 3    | Los Angeles F. C.    | 52   | 34 | 14 | 10 | 10 | 54 | 39 | +15  | Primera ronda   |
| 4    | Houston Dynamo       | 51   | 34 | 14 | 9  | 11 | 51 | 38 | +13  | Primera ronda   |
| 5    | Real Salt Lake       | 50   | 34 | 14 | 8  | 12 | 48 | 50 | −2   | Primera ronda   |
| 6    | Vancouver Whitecaps  | 48   | 34 | 12 | 12 | 10 | 55 | 48 | +7   | Primera ronda   |
| 7    | F. C. Dallas         | 46   | 34 | 11 | 13 | 10 | 41 | 37 | +4   | Primera ronda   |
| 8    | Sporting Kansas City | 44   | 34 | 12 | 8  | 14 | 48 | 51 | −3   | Ronda Wild Card |
| 9    | San Jose Earthquakes | 44   | 34 | 10 | 14 | 10 | 39 | 43 | −4   | Ronda Wild Card |
| 10   | Portland Timbers     | 43   | 34 | 11 | 10 | 13 | 46 | 58 | −12  |                 |
| 11   | Minnesota United     | 41   | 34 | 10 | 11 | 13 | 46 | 51 | −5   |                 |
| 12   | Austin F. C.         | 39   | 34 | 10 | 9  | 15 | 49 | 55 | −6   |                 |
| 13   | Los Angeles Galaxy   | 36   | 34 | 8  | 12 | 14 | 51 | 67 | −16  |                 |
| 14   | Colorado Rapids      | 27   | 34 | 5  | 12 | 17 | 26 | 54 | −28  |                 |

 Fuente: MLS Standings
Criterios de clasificación: 1) Puntos; 2) Partidos ganados; 3) Diferencia de goles; 4) Goles anotados; 5) Puntos disciplinarios; 6) Diferencia de goles de visitante; 7) Goles de visitante; 8) Diferencia de goles de local; 9) Goles anotados de local; 10) Moneda al aire (solo 2 clubes), sorteo (más de 3 clubes).

### Tabla general
| Pos. | Equipo                 | Pts. | PJ | G  | E  | P  | GF | GC | Dif. | Clasificación 2024                       |
| ---- | ---------------------- | ---- | -- | -- | -- | -- | -- | -- | ---- | ---------------------------------------- |
| 1    | F. C. Cincinnati       | 69   | 34 | 20 | 9  | 5  | 57 | 39 | +18  | Ronda 1 de la Copa de Campeones          |
| 2    | Orlando City S. C.     | 63   | 34 | 18 | 9  | 7  | 55 | 39 | +16  | Ronda 1 de la Copa de Campeones          |
| 3    | Columbus Crew (C)      | 57   | 34 | 16 | 9  | 9  | 67 | 46 | +21  | Octavos de final de la Copa de Campeones |
| 4    | St. Louis City         | 56   | 34 | 17 | 5  | 12 | 62 | 45 | +17  | Ronda 1 de la Copa de Campeones          |
| 5    | Philadelphia Union     | 55   | 34 | 15 | 10 | 9  | 57 | 41 | +16  | Ronda 1 de la Copa de Campeones          |
| 6    | New England Revolution | 55   | 34 | 15 | 10 | 9  | 58 | 46 | +12  | Ronda 1 de la Copa de Campeones          |
| 7    | Seattle Sounders       | 53   | 34 | 14 | 11 | 9  | 41 | 32 | +9   |                                          |
| 8    | Los Angeles F. C.      | 52   | 34 | 14 | 10 | 10 | 54 | 39 | +15  |                                          |
| 9    | Houston Dynamo         | 51   | 34 | 14 | 9  | 11 | 51 | 38 | +13  | Ronda 1 de la Copa de Campeones          |
| 10   | Atlanta United         | 51   | 34 | 13 | 12 | 9  | 66 | 53 | +13  |                                          |
| 11   | Real Salt Lake         | 50   | 34 | 14 | 8  | 12 | 48 | 50 | −2   |                                          |
| 12   | Nashville S. C.        | 49   | 34 | 13 | 10 | 11 | 39 | 32 | +7   | Ronda 1 de la Copa de Campeones          |
| 13   | Vancouver Whitecaps    | 48   | 34 | 12 | 12 | 10 | 55 | 48 | +7   | Ronda 1 de la Copa de Campeones          |
| 14   | F. C. Dallas           | 46   | 34 | 11 | 13 | 10 | 41 | 37 | +4   |                                          |
| 15   | Sporting Kansas City   | 44   | 34 | 12 | 8  | 14 | 48 | 51 | −3   |                                          |
| 16   | San Jose Earthquakes   | 44   | 34 | 10 | 14 | 10 | 39 | 43 | −4   |                                          |
| 17   | New York Red Bulls     | 43   | 34 | 11 | 10 | 13 | 36 | 39 | −3   |                                          |
| 18   | Portland Timbers       | 43   | 34 | 11 | 10 | 13 | 46 | 58 | −12  |                                          |
| 19   | Charlotte F. C.        | 43   | 34 | 10 | 13 | 11 | 45 | 52 | −7   |                                          |
| 20   | C. F. Montréal         | 41   | 34 | 12 | 5  | 17 | 36 | 52 | −16  |                                          |
| 21   | Minnesota United       | 41   | 34 | 10 | 11 | 13 | 46 | 51 | −5   |                                          |
| 22   | New York City F. C.    | 41   | 34 | 9  | 14 | 11 | 35 | 39 | −4   |                                          |
| 23   | D. C. United           | 40   | 34 | 10 | 10 | 14 | 45 | 49 | −4   |                                          |
| 24   | Chicago Fire           | 40   | 34 | 10 | 10 | 14 | 39 | 51 | −12  |                                          |
| 25   | Austin F. C.           | 39   | 34 | 10 | 9  | 15 | 49 | 55 | −6   |                                          |
| 26   | Los Angeles Galaxy     | 36   | 34 | 8  | 12 | 14 | 51 | 67 | −16  |                                          |
| 27   | Inter Miami            | 34   | 34 | 9  | 7  | 18 | 41 | 54 | −13  | Octavos de final de la Copa de Campeones |
| 28   | Colorado Rapids        | 27   | 34 | 5  | 12 | 17 | 26 | 54 | −28  |                                          |
| 29   | Toronto F. C.          | 22   | 34 | 4  | 10 | 20 | 26 | 59 | −33  |                                          |

 Fuente: MLS Standings
Criterios de clasificación: 1) Puntos; 2) Partidos ganados; 3) Diferencia de goles; 4) Goles anotados; 5) Puntos disciplinarios; 6) Diferencia de goles de visitante; 7) Goles de visitante; 8) Diferencia de goles de local; 9) Goles anotados de local; 10) Moneda al aire (solo 2 clubes), sorteo (más de 3 clubes).
Notas:
1. ↑  Ganador de la MLS Supporters' Shield 2023.
2. ↑  Campeón de la MLS Cup 2023.
3. ↑  Campeón de la Conferencia Oeste.
4. ↑  Tercer lugar de la Leagues Cup 2023.[25]
5. ↑  Campeón de la U.S. Open Cup 2023.
6. ↑  Subcampeón de la Leagues Cup 2023.[26]
7. ↑  Campeón del Campeonato Canadiense de Fútbol 2023.
8. ↑  Campeón de la Leagues Cup 2023.[27]

## Resultados
- Los horarios corresponden al huso horario de Estados Unidos: (Hora del Este, UTC-5 en horario estándar).

| Jornada 1           | Jornada 1 | Jornada 1              | Jornada 1               | Jornada 1     | Jornada 1 | Jornada 1 |
| Local               | Resultado | Visitante              | Estadio                 | Fecha         | Hora      |           |
| ------------------- | --------- | ---------------------- | ----------------------- | ------------- | --------- | --------- |
| Nashville S. C.     | 2 - 0     | New York City          | Geodis Park             | 25 de febrero | 16:30     |           |
| Atlanta United      | 2 - 1     | San Jose Earthquakes   | Mercedes-Benz Stadium   | 25 de febrero | 19:30     |           |
| Charlotte F. C.     | 0 - 1     | New England Revolution | Bank of America Stadium | 25 de febrero | 19:30     |           |
| F. C. Cincinnati    | 2 - 1     | Houston Dynamo         | TQL Stadium             | 25 de febrero | 19:30     |           |
| D. C. United        | 3 - 2     | Toronto F. C.          | Audi Field              | 25 de febrero | 19:30     |           |
| Inter Miami         | 2 - 0     | C. F. Montréal         | DRV PNK Stadium         | 25 de febrero | 19:30     |           |
| Orlando City        | 1 - 0     | New York Red Bulls     | Exploria Stadium        | 25 de febrero | 19:30     |           |
| Philadelphia Union  | 4 - 1     | Columbus Crew          | Subaru Park             | 25 de febrero | 19:30     |           |
| Austin F. C.        | 2 - 3     | St. Louis City         | Q2 Stadium              | 25 de febrero | 20:30     |           |
| F. C. Dallas        | 0 - 1     | Minnesota United       | Toyota Stadium          | 25 de febrero | 20:30     |           |
| Vancouver Whitecaps | 1 - 2     | Real Salt Lake         | BC Place                | 25 de febrero | 22:30     |           |
| Seattle Sounders    | 4 - 0     | Colorado Rapids        | Lumen Field             | 26 de febrero | 20:00     |           |
| Portland Timbers    | 1 - 0     | Sporting Kansas City   | Providence Park         | 27 de febrero | 22:00     |           |

| Jornada 2              | Jornada 2 | Jornada 2            | Jornada 2                  | Jornada 2  | Jornada 2 | Jornada 2 |
| Local                  | Resultado | Visitante            | Estadio                    | Fecha      | Hora      |           |
| ---------------------- | --------- | -------------------- | -------------------------- | ---------- | --------- | --------- |
| Los Angeles F. C.      | 3 - 2     | Portland Timbers     | BMO Stadium                | 4 de marzo | 16:30     |           |
| Atlanta United         | 1 - 1     | Toronto F. C.        | Mercedes-Benz Stadium      | 4 de marzo | 19:30     |           |
| Columbus Crew          | 2 - 0     | D. C. United         | Lower.com Field            | 4 de marzo | 19:30     |           |
| Inter Miami            | 2 - 0     | Philadelphia Union   | DRV PNK Stadium            | 4 de marzo | 19:30     |           |
| New England Revolution | 3 - 0     | Houston Dynamo       | Gillette Stadium           | 4 de marzo | 19:30     |           |
| New York Red Bulls     | 0 - 0     | Nashville S. C.      | Red Bull Arena             | 4 de marzo | 19:30     |           |
| Orlando City           | 0 - 0     | F. C. Cincinnati     | Exploria Stadium           | 4 de marzo | 19:30     |           |
| Austin F. C.           | 1 - 0     | C. F. Montréal       | Q2 Stadium                 | 4 de marzo | 20:30     |           |
| Chicago Fire           | 1 - 1     | New York City        | Soldier Field              | 4 de marzo | 20:30     |           |
| F. C. Dallas           | 3 - 1     | Los Angeles Galaxy   | Toyota Stadium             | 4 de marzo | 20:30     |           |
| St. Louis City         | 3 - 1     | Charlotte F. C.      | Citypark                   | 4 de marzo | 20:30     |           |
| Colorado Rapids        | 0 - 0     | Sporting Kansas City | Dick's Sporting Goods Park | 4 de marzo | 21:30     |           |
| San Jose Earthquakes   | 2 - 1     | Vancouver Whitecaps  | PayPal Park                | 4 de marzo | 22:30     |           |
| Seattle Sounders       | 2 - 0     | Real Salt Lake       | Lumen Field                | 4 de marzo | 22:30     |           |

| Jornada 3            | Jornada 3 | Jornada 3              | Jornada 3               | Jornada 3   | Jornada 3 | Jornada 3 |
| Local                | Resultado | Visitante              | Estadio                 | Fecha       | Hora      |           |
| -------------------- | --------- | ---------------------- | ----------------------- | ----------- | --------- | --------- |
| Charlotte F. C.      | 0 - 3     | Atlanta United         | Bank of America Stadium | 11 de marzo | 12:00     |           |
| Vancouver Whitecaps  | 1 - 1     | F. C. Dallas           | BC Place                | 11 de marzo | 17:00     |           |
| F. C. Cincinnati     | 1 - 0     | Seattle Sounders       | TQL Stadium             | 11 de marzo | 19:30     |           |
| D. C. United         | 1 - 1     | Orlando City           | Audi Field              | 11 de marzo | 19:30     |           |
| New York City        | 1 - 0     | Inter Miami            | Yankee Stadium          | 11 de marzo | 19:30     |           |
| Philadelphia Union   | 1 - 0     | Chicago Fire           | Subaru Park             | 11 de marzo | 19:30     |           |
| Toronto F. C.        | 1 - 1     | Columbus Crew          | BMO Field               | 11 de marzo | 19:30     |           |
| Sporting Kansas City | 0 - 0     | Los Angeles Galaxy     | Children's Mercy Park   | 11 de marzo | 20:30     |           |
| Minnesota United     | 1 - 1     | New York Red Bulls     | Allianz Field           | 11 de marzo | 20:30     |           |
| Nashville S. C.      | 2 - 0     | C. F. Montréal         | Geodis Park             | 11 de marzo | 20:30     |           |
| Real Salt Lake       | 1 - 2     | Austin F. C.           | America First Field     | 11 de marzo | 21:30     |           |
| Portland Timbers     | 1 - 2     | St. Louis City         | Providence Park         | 11 de marzo | 22:30     |           |
| San Jose Earthquakes | 1 - 0     | Colorado Rapids        | PayPal Park             | 11 de marzo | 22:30     |           |
| Los Angeles F. C.    | 4 - 0     | New England Revolution | BMO Stadium             | 12 de marzo | 21:30     |           |

| Jornada 4              | Jornada 4 | Jornada 4            | Jornada 4                  | Jornada 4   | Jornada 4 | Jornada 4 |
| Local                  | Resultado | Visitante            | Estadio                    | Fecha       | Hora      |           |
| ---------------------- | --------- | -------------------- | -------------------------- | ----------- | --------- | --------- |
| Seattle Sounders       | 0 - 0     | Los Angeles F. C.    | Lumen Field                | 18 de marzo | 14:00     |           |
| Atlanta United         | 5 - 1     | Portland Timbers     | Mercedes-Benz Stadium      | 18 de marzo | 18:30     |           |
| C. F. Montréal         | 3 - 2     | Philadelphia Union   | Saputo                     | 18 de marzo | 18:30     |           |
| New England Revolution | 1 - 0     | Nashville S. C.      | Gillette Stadium           | 18 de marzo | 18:30     |           |
| New York Red Bulls     | 2 - 1     | Columbus Crew        | Red Bull Arena             | 18 de marzo | 18:30     |           |
| New York City          | 3 - 2     | D. C. United         | Yankee Stadium             | 18 de marzo | 18:30     |           |
| Orlando City           | 1 - 2     | Charlotte F. C.      | Exploria Stadium           | 18 de marzo | 18:30     |           |
| Toronto F. C.          | 2 - 0     | Inter Miami          | BMO Field                  | 18 de marzo | 18:30     |           |
| Chicago Fire           | 3 - 3     | F. C. Cincinnati     | Soldier Field              | 18 de marzo | 19:30     |           |
| F. C. Dallas           | 2 - 1     | Sporting Kansas City | Toyota Stadium             | 18 de marzo | 19:30     |           |
| Houston Dynamo         | 2 - 0     | Austin F. C.         | Shell Energy Stadium       | 18 de marzo | 19:30     |           |
| St. Louis City         | 3 - 0     | San Jose Earthquakes | Citypark                   | 18 de marzo | 19:30     |           |
| Colorado Rapids        | 1 - 2     | Minnesota United     | Dick's Sporting Goods Park | 18 de marzo | 20:30     |           |
| Los Angeles Galaxy     | 1 - 1     | Vancouver Whitecaps  | Dignity Health Sports Park | 18 de marzo | 21:30     |           |

| Jornada 5            | Jornada 5 | Jornada 5              | Jornada 5               | Jornada 5   | Jornada 5 | Jornada 5 |
| Local                | Resultado | Visitante              | Estadio                 | Fecha       | Hora      |           |
| -------------------- | --------- | ---------------------- | ----------------------- | ----------- | --------- | --------- |
| Portland Timbers     | 0 - 0     | Los Angeles Galaxy     | Providence Park         | 25 de marzo | 15:30     |           |
| Charlotte F. C.      | 1 - 1     | New York Red Bulls     | Bank of America Stadium | 25 de marzo | 18:30     |           |
| Columbus Crew        | 6 - 1     | Atlanta United         | Lower.com Field         | 25 de marzo | 18:30     |           |
| D. C. United         | 1 - 2     | New England Revolution | Audi Field              | 25 de marzo | 18:30     |           |
| Inter Miami          | 2 - 3     | Chicago Fire           | DRV PNK Stadium         | 25 de marzo | 18:30     |           |
| Philadelphia Union   | 1 - 2     | Orlando City           | Subaru Park             | 25 de marzo | 18:30     |           |
| Austin F. C.         | 1 - 1     | Colorado Rapids        | Q2 Stadium              | 25 de marzo | 19:30     |           |
| Houston Dynamo       | 1 - 0     | New York City          | Shell Energy Stadium    | 25 de marzo | 19:30     |           |
| Sporting Kansas City | 1 - 4     | Seattle Sounders       | Children's Mercy Park   | 25 de marzo | 19:30     |           |
| Minnesota United     | 1 - 1     | Vancouver Whitecaps    | Allianz Field           | 25 de marzo | 19:30     |           |
| Nashville S. C.      | 0 - 1     | F. C. Cincinnati       | Geodis Park             | 25 de marzo | 19:30     |           |
| Real Salt Lake       | 0 - 4     | St. Louis City         | America First Field     | 25 de marzo | 20:30     |           |
| Los Angeles F. C.    | 2 - 1     | F. C. Dallas           | BMO Stadium             | 25 de marzo | 21:30     |           |
| San Jose Earthquakes | 0 - 0     | Toronto F. C.          | PayPal Park             | 25 de marzo | 21:30     |           |

| Jornada 6              | Jornada 6 | Jornada 6            | Jornada 6                  | Jornada 6  | Jornada 6 | Jornada 6 |
| Local                  | Resultado | Visitante            | Estadio                    | Fecha      | Hora      |           |
| ---------------------- | --------- | -------------------- | -------------------------- | ---------- | --------- | --------- |
| Atlanta United         | 1 - 0     | New York Red Bulls   | Mercedes-Benz Stadium      | 1 de abril | 18:30     |           |
| F. C. Cincinnati       | 1 - 0     | Inter Miami          | TQL Stadium                | 1 de abril | 18:30     |           |
| Columbus Crew          | 4 - 0     | Real Salt Lake       | Lower.com Field            | 1 de abril | 18:30     |           |
| Los Angeles Galaxy     | 1 - 2     | Seattle Sounders     | Dignity Health Sports Park | 1 de abril | 18:30     |           |
| New England Revolution | 1 - 1     | New York City        | Gillette Stadium           | 1 de abril | 18:30     |           |
| Orlando City           | 0 - 2     | Nashville S. C.      | Exploria Stadium           | 1 de abril | 18:30     |           |
| Philadelphia Union     | 0 - 0     | Sporting Kansas City | Subaru Park                | 1 de abril | 18:30     |           |
| Toronto F. C.          | 2 - 2     | Charlotte F. C.      | BMO Field                  | 1 de abril | 18:30     |           |
| Chicago Fire           | 0 - 0     | D. C. United         | Soldier Field              | 1 de abril | 19:30     |           |
| F. C. Dallas           | 1 - 1     | Portland Timbers     | Toyota Stadium             | 1 de abril | 19:30     |           |
| St. Louis City         | 0 - 1     | Minnesota United     | Citypark                   | 1 de abril | 19:30     |           |
| Colorado Rapids        | 0 - 0     | Los Angeles F. C.    | Dick's Sporting Goods Park | 1 de abril | 20:30     |           |
| San Jose Earthquakes   | 2 - 1     | Houston Dynamo       | PayPal Park                | 1 de abril | 21:30     |           |
| Vancouver Whitecaps    | 5 - 0     | C. F. Montréal       | BC Place                   | 1 de abril | 21:30     |           |

| Jornada 7              | Jornada 7 | Jornada 7            | Jornada 7             | Jornada 7  | Jornada 7 | Jornada 7 |
| Local                  | Resultado | Visitante            | Estadio               | Fecha      | Hora      |           |
| ---------------------- | --------- | -------------------- | --------------------- | ---------- | --------- | --------- |
| F. C. Cincinnati       | 1 - 0     | Philadelphia Union   | TQL Stadium           | 8 de abril | 18:30     |           |
| D. C. United           | 0 - 2     | Columbus Crew        | Audi Field            | 8 de abril | 18:30     |           |
| Los Angeles F. C.      | 3 - 0     | Austin F. C.         | BMO Stadium           | 8 de abril | 18:30     |           |
| Inter Miami            | 0 - 1     | F. C. Dallas         | DRV PNK Stadium       | 8 de abril | 18:30     |           |
| New England Revolution | 4 - 0     | C. F. Montréal       | Gillette Stadium      | 8 de abril | 18:30     |           |
| New York Red Bulls     | 1 - 1     | San Jose Earthquakes | Red Bull Arena        | 8 de abril | 18:30     |           |
| New York City          | 1 - 1     | Atlanta United       | Yankee Stadium        | 8 de abril | 18:30     |           |
| Chicago Fire           | 2 - 1     | Minnesota United     | Soldier Field         | 8 de abril | 19:30     |           |
| Houston Dynamo         | 3 - 0     | Los Angeles Galaxy   | Shell Energy Stadium  | 8 de abril | 19:30     |           |
| Sporting Kansas City   | 0 - 1     | Colorado Rapids      | Children's Mercy Park | 8 de abril | 19:30     |           |
| Nashville S. C.        | 0 - 0     | Toronto F. C.        | Geodis Park           | 8 de abril | 19:30     |           |
| Real Salt Lake         | 3 - 1     | Charlotte F. C.      | America First Field   | 8 de abril | 20:30     |           |
| Seattle Sounders       | 3 - 0     | St. Louis City       | Lumen Field           | 8 de abril | 21:30     |           |
| Vancouver Whitecaps    | 1 - 0     | Portland Timbers     | BC Place              | 8 de abril | 21:30     |           |

| Jornada 8            | Jornada 8 | Jornada 8              | Jornada 8                  | Jornada 8   | Jornada 8 | Jornada 8 |
| Local                | Resultado | Visitante              | Estadio                    | Fecha       | Hora      |           |
| -------------------- | --------- | ---------------------- | -------------------------- | ----------- | --------- | --------- |
| Charlotte F. C.      | 2 - 2     | Colorado Rapids        | Bank of America Stadium    | 15 de abril | 18:30     |           |
| Columbus Crew        | 1 - 1     | New England Revolution | Lower.com Field            | 15 de abril | 18:30     |           |
| C. F. Montréal       | 0 - 1     | D. C. United           | Saputo                     | 15 de abril | 18:30     |           |
| New York Red Bulls   | 1 - 1     | Houston Dynamo         | Red Bull Arena             | 15 de abril | 18:30     |           |
| New York City        | 2 - 1     | Nashville S. C.        | Citi Field                 | 15 de abril | 18:30     |           |
| Toronto F. C.        | 2 - 2     | Atlanta United         | BMO Field                  | 15 de abril | 18:30     |           |
| Austin F. C.         | 0 - 0     | Vancouver Whitecaps    | Q2 Stadium                 | 15 de abril | 19:30     |           |
| Chicago Fire         | 2 - 2     | Philadelphia Union     | Soldier Field              | 15 de abril | 19:30     |           |
| F. C. Dallas         | 2 - 1     | Real Salt Lake         | Toyota Stadium             | 15 de abril | 19:30     |           |
| Minnesota United     | 1 - 2     | Orlando City           | Allianz Field              | 15 de abril | 19:30     |           |
| St. Louis City       | 5 - 1     | F. C. Cincinnati       | Citypark                   | 15 de abril | 19:30     |           |
| Portland Timbers     | 4 - 1     | Seatle Sounders        | Providence Park            | 15 de abril | 21:30     |           |
| San Jose Earthquakes | 3 - 0     | Sporting Kansas City   | PayPal Park                | 15 de abril | 21:30     |           |
| Los Angeles Galaxy   | 2 - 3     | Los Angeles F. C.      | Dignity Health Sports Park | 16 de abril | 15:30     |           |

| Jornada 9              | Jornada 9 | Jornada 9            | Jornada 9                  | Jornada 9   | Jornada 9 | Jornada 9 |
| Local                  | Resultado | Visitante            | Estadio                    | Fecha       | Hora      |           |
| ---------------------- | --------- | -------------------- | -------------------------- | ----------- | --------- | --------- |
| Charlotte F. C.        | 1 - 0     | Columbus Crew        | Bank of America Stadium    | 22 de abril | 18:30     |           |
| F. C. Cincinnati       | 2 - 1     | Portland Timbers     | TQL Stadium                | 22 de abril | 18:30     |           |
| C. F. Montréal         | 2 - 0     | New York Red Bulls   | Saputo                     | 22 de abril | 18:30     |           |
| New England Revolution | 2 - 1     | Sporting Kansas City | Gillette Stadium           | 22 de abril | 18:30     |           |
| New York City          | 3 - 1     | F. C. Dallas         | Citi Field                 | 22 de abril | 18:30     |           |
| Orlando City           | 1 - 3     | D. C. United         | Exploria Stadium           | 22 de abril | 18:30     |           |
| Philadelphia Union     | 4 - 2     | Toronto F. C.        | Subaru Park                | 22 de abril | 18:30     |           |
| Houston Dynamo         | 1 - 0     | Inter Miami          | Shell Energy Stadium       | 22 de abril | 19:30     |           |
| Nashville S. C.        | 1 - 1     | Los Angeles F. C.    | Geodis Park                | 22 de abril | 19:30     |           |
| Colorado Rapids        | 1 - 1     | St. Louis City       | Dick's Sporting Goods Park | 22 de abril | 20:30     |           |
| Real Salt Lake         | 3 - 1     | San Jose Earthquakes | America First Field        | 22 de abril | 20:30     |           |
| Los Angeles Galaxy     | 2 - 0     | Austin F. C.         | Dignity Health Sports Park | 22 de abril | 21:30     |           |
| Seattle Sounders       | 1 - 0     | Minnesota United     | Lumen Field                | 22 de abril | 21:30     |           |
| Atlanta United         | 2 - 1     | Chicago Fire         | Mercedes-Benz Stadium      | 23 de abril | 15:30     |           |

| Jornada 10             | Jornada 10 | Jornada 10           | Jornada 10            | Jornada 10  | Jornada 10 | Jornada 10 |
| Local                  | Resultado  | Visitante            | Estadio               | Fecha       | Hora       |            |
| ---------------------- | ---------- | -------------------- | --------------------- | ----------- | ---------- | ---------- |
| Nashville S. C.        | 3 - 1      | Atlanta United       | Geodis Park           | 29 de abril | 12:30      |            |
| Columbus Crew          | 1 - 2      | Inter Miami          | Lower.com Field       | 29 de abril | 18:30      |            |
| D. C. United           | 3 - 0      | Charlotte F. C.      | Audi Field            | 29 de abril | 18:30      |            |
| New England Revolution | 1 - 1      | F. C. Cincinnati     | Gillette Stadium      | 29 de abril | 18:30      |            |
| Orlando City           | 2 - 0      | Los Angeles Galaxy   | Exploria Stadium      | 29 de abril | 18:30      |            |
| Toronto F. C.          | 1 - 0      | New York City        | BMO Field             | 29 de abril | 18:30      |            |
| Austin F. C.           | 2 - 2      | San Jose Earthquakes | Q2 Stadium            | 29 de abril | 19:30      |            |
| Chicago Fire           | 1 - 1      | New York Red Bulls   | Soldier Field         | 29 de abril | 19:30      |            |
| Sporting Kansas City   | 0 - 2      | C. F. Montréal       | Children's Mercy Park | 29 de abril | 19:30      |            |
| St. Louis City         | 1 - 2      | Portland Timbers     | Citypark              | 29 de abril | 19:30      |            |
| Real Salt Lake         | 0 - 0      | Seattle Sounders     | America First Field   | 29 de abril | 20:30      |            |
| Vancouver Whitecaps    | 0 - 0      | Colorado Rapids      | BC Place              | 29 de abril | 21:30      |            |
| Minnesota United       | 0 - 0      | F. C. Dallas         | Allianz Field         | 30 de abril | 20:00      |            |

| Jornada 11           | Jornada 11 | Jornada 11             | Jornada 11                 | Jornada 11 | Jornada 11 | Jornada 11 |
| Local                | Resultado  | Visitante              | Estadio                    | Fecha      | Hora       |            |
| -------------------- | ---------- | ---------------------- | -------------------------- | ---------- | ---------- | ---------- |
| Charlotte F. C.      | 3 - 2      | New York City          | Bank of America Stadium    | 6 de mayo  | 18:30      |            |
| F. C. Cincinnati     | 2 - 1      | D. C. United           | TQL Stadium                | 6 de mayo  | 18:30      |            |
| Inter Miami          | 2 - 1      | Atlanta United         | DRV PNK Stadium            | 6 de mayo  | 18:30      |            |
| C. F. Montréal       | 2 - 0      | Orlando City           | Saputo                     | 6 de mayo  | 18:30      |            |
| New York Red Bulls   | 0 - 1      | Philadelphia Union     | Red Bull Arena             | 6 de mayo  | 18:30      |            |
| San Jose Earthquakes | 2 - 1      | Los Angeles F. C.      | PayPal Park                | 6 de mayo  | 18:30      |            |
| Toronto F. C.        | 0 - 2      | New England Revolution | BMO Field                  | 6 de mayo  | 18:30      |            |
| Houston Dynamo       | 0 - 0      | Real Salt Lake         | Shell Energy Stadium       | 6 de mayo  | 19:30      |            |
| Nashville S. C.      | 3 - 0      | Chicago Fire           | Geodis Park                | 6 de mayo  | 19:30      |            |
| F. C. Dallas         | 2 - 0      | St. Louis City         | Toyota Stadium             | 6 de mayo  | 19:30      |            |
| Los Angeles Galaxy   | 1 - 3      | Colorado Rapids        | Dignity Health Sports Park | 6 de mayo  | 21:30      |            |
| Portland Timbers     | 2 - 2      | Austin F. C.           | Providence Park            | 6 de mayo  | 21:30      |            |
| Vancouver Whitecaps  | 3 - 2      | Minnesota United       | BC Place                   | 6 de mayo  | 21:30      |            |
| Seattle Sounders     | 1 - 2      | Sporting Kansas City   | Lumen Field                | 7 de mayo  | 15:30      |            |

| Jornada 12           | Jornada 12 | Jornada 12             | Jornada 12                 | Jornada 12 | Jornada 12 | Jornada 12 |
| Local                | Resultado  | Visitante              | Estadio                    | Fecha      | Hora       |            |
| -------------------- | ---------- | ---------------------- | -------------------------- | ---------- | ---------- | ---------- |
| Chicago Fire         | 1 - 0      | St. Louis City         | Soldier Field              | 13 de mayo | 13:00      |            |
| Atlanta United       | 1 - 3      | Charlotte F. C.        | Mercedes-Benz Stadium      | 13 de mayo | 18:30      |            |
| Columbus Crew        | 2 - 2      | Orlando City           | Lower.com Field            | 13 de mayo | 18:30      |            |
| D. C. United         | 1 - 1      | Nashville S. C.        | Audi Field                 | 13 de mayo | 18:30      |            |
| Inter Miami          | 2 - 1      | New England Revolution | DRV PNK Stadium            | 13 de mayo | 18:30      |            |
| C. F. Montréal       | 2 - 0      | Toronto F. C.          | Saputo                     | 13 de mayo | 18:30      |            |
| New York Red Bulls   | 1 - 0      | New York City          | Red Bull Arena             | 13 de mayo | 18:30      |            |
| Austin F. C.         | 0 - 1      | F. C. Dallas           | Q2 Stadium                 | 13 de mayo | 19:30      |            |
| Houston Dynamo       | 0 - 1      | Seattle Sounders       | Shell Energy Stadium       | 13 de mayo | 19:30      |            |
| Sporting Kansas City | 3 - 0      | Minnesota United       | Children's Mercy Park      | 13 de mayo | 19:30      |            |
| Colorado Rapids      | 1 - 2      | Philadelphia Union     | Dick's Sporting Goods Park | 13 de mayo | 20:30      |            |
| Real Salt Lake       | 0 - 3      | Los Angeles F. C.      | America First Field        | 13 de mayo | 20:30      |            |
| Portland Timbers     | 3 - 1      | Vancouver Whitecaps    | Providence Park            | 13 de mayo | 21:30      |            |
| Los Angeles Galaxy   | 2 - 1      | San Jose Earthquakes   | Dignity Health Sports Park | 14 de mayo | 20:55      |            |

| Jornada 13         | Jornada 13 | Jornada 13           | Jornada 13              | Jornada 13 | Jornada 13 | Jornada 13 |
| Local              | Resultado  | Visitante            | Estadio                 | Fecha      | Hora       |            |
| ------------------ | ---------- | -------------------- | ----------------------- | ---------- | ---------- | ---------- |
| Atlanta United     | 4 - 0      | Colorado Rapids      | Mercedes-Benz Stadium   | 17 de mayo | 18:30      |            |
| Charlotte F. C.    | 2 - 1      | Chicago Fire         | Bank of America Stadium | 17 de mayo | 18:30      |            |
| F. C. Cincinnati   | 3 - 0      | C. F. Montréal       | TQL Stadium             | 17 de mayo | 18:30      |            |
| Columbus Crew      | 2 - 0      | Los Angeles Galaxy   | Lower.com Field         | 17 de mayo | 18:30      |            |
| Orlando City       | 1 - 1      | New York City        | Exploria Stadium        | 17 de mayo | 18:30      |            |
| Philadelphia Union | 0 - 0      | D. C. United         | Subaru Park             | 17 de mayo | 18:30      |            |
| Toronto F. C.      | 0 - 0      | New York Red Bulls   | BMO Field               | 17 de mayo | 18:30      |            |
| F. C. Dallas       | 2 - 1      | Vancouver Whitecaps  | Toyota Stadium          | 17 de mayo | 19:30      |            |
| Minnesota United   | 1 - 0      | Houston Dynamo       | Allianz Field           | 17 de mayo | 19:30      |            |
| Nashville S. C.    | 2 - 1      | Inter Miami          | Geodis Park             | 17 de mayo | 19:30      |            |
| Real Salt Lake     | 0 - 0      | Portland Timbers     | America First Field     | 17 de mayo | 20:30      |            |
| Los Angeles F. C.  | 1 - 1      | Sporting Kansas City | BMO Stadium             | 17 de mayo | 21:30      |            |
| Seattle Sounders   | 1 - 2      | Austin F. C.         | Lumen Field             | 17 de mayo | 21:30      |            |

| Jornada 14          | Jornada 14 | Jornada 14             | Jornada 14                 | Jornada 14 | Jornada 14 | Jornada 14 |
| Local               | Resultado  | Visitante              | Estadio                    | Fecha      | Hora       |            |
| ------------------- | ---------- | ---------------------- | -------------------------- | ---------- | ---------- | ---------- |
| Charlotte F. C.     | 1 - 2      | Nashville S. C.        | Bank of America Stadium    | 20 de mayo | 18:30      |            |
| F. C. Cincinnati    | 3 - 2      | Columbus Crew          | TQL Stadium                | 20 de mayo | 18:30      |            |
| D. C. United        | 3 - 0      | Los Angeles Galaxy     | Audi Field                 | 20 de mayo | 18:30      |            |
| Inter Miami         | 1 - 3      | Orlando City           | DRV PNK Stadium            | 20 de mayo | 18:30      |            |
| New York Red Bulls  | 2 - 1      | C. F. Montréal         | Red Bull Arena             | 20 de mayo | 18:30      |            |
| Philadelphia Union  | 3 - 0      | New England Revolution | Subaru Park                | 20 de mayo | 18:30      |            |
| Austin F. C.        | 1 - 0      | Toronto F. C.          | Q2 Stadium                 | 20 de mayo | 19:30      |            |
| Chicago Fire        | 3 - 3      | Atlanta United         | Soldier Field              | 20 de mayo | 19:30      |            |
| F. C. Dallas        | 1 - 1      | Houston Dynamo         | Toyota Stadium             | 20 de mayo | 19:30      |            |
| Colorado Rapids     | 2 - 3      | Real Salt Lake         | Dick's Sporting Goods Park | 20 de mayo | 20:30      |            |
| St. Louis City      | 4 - 0      | Sporting Kansas City   | Citypark                   | 20 de mayo | 20:30      |            |
| Los Angeles F. C.   | 2 - 1      | San Jose Earthquakes   | BMO Stadium                | 20 de mayo | 21:30      |            |
| Portland Timbers    | 0 - 1      | Minnesota United       | Providence Park            | 20 de mayo | 21:30      |            |
| Vancouver Whitecaps | 2 - 0      | Seattle Sounders       | BC Place                   | 20 de mayo | 21:30      |            |

| Jornada 15             | Jornada 15 | Jornada 15          | Jornada 15                 | Jornada 15 | Jornada 15 | Jornada 15 |
| Local                  | Resultado  | Visitante           | Estadio                    | Fecha      | Hora       |            |
| ---------------------- | ---------- | ------------------- | -------------------------- | ---------- | ---------- | ---------- |
| C. F. Montréal         | 1 - 0      | Inter Miami         | Saputo                     | 27 de mayo | 18:30      |            |
| New England Revolution | 3 - 3      | Chicago Fire        | Gillette Stadium           | 27 de mayo | 18:30      |            |
| New York City          | 1 - 3      | Philadelphia Union  | Citi Field                 | 27 de mayo | 18:30      |            |
| Orlando City           | 1 - 1      | Atlanta United      | Exploria Stadium           | 27 de mayo | 18:30      |            |
| Toronto F. C.          | 2 - 1      | D. C. United        | BMO Field                  | 27 de mayo | 18:30      |            |
| Houston Dynamo         | 2 - 1      | Austin F. C.        | Shell Energy Stadium       | 27 de mayo | 19:30      |            |
| Minnesota United       | 1 - 1      | Real Salt Lake      | Allianz Field              | 27 de mayo | 19:30      |            |
| St. Louis City         | 3 - 1      | Vancouver Whitecaps | Citypark                   | 27 de mayo | 19:30      |            |
| Colorado Rapids        | 0 - 1      | F. C. Cincinnati    | Dick's Sporting Goods Park | 27 de mayo | 20:30      |            |
| Los Angeles Galaxy     | 0 - 1      | Charlotte F. C.     | Dignity Health Sports Park | 27 de mayo | 21:30      |            |
| San Jose Earthquakes   | 1 - 1      | F. C. Dallas        | PayPal Park                | 27 de mayo | 21:30      |            |
| Seattle Sounders       | 1 - 0      | New York Red Bulls  | Lumen Field                | 27 de mayo | 21:30      |            |
| Sporting Kansas City   | 4 - 1      | Portland Timbers    | Children's Mercy Park      | 28 de mayo | 14:00      |            |
| Nashville S. C.        | 3 - 1      | Columbus Crew       | Geodis Park                | 28 de mayo | 19:30      |            |

| Jornada 16           | Jornada 16 | Jornada 16             | Jornada 16            | Jornada 16 | Jornada 16 | Jornada 16 |
| Local                | Resultado  | Visitante              | Estadio               | Fecha      | Hora       |            |
| -------------------- | ---------- | ---------------------- | --------------------- | ---------- | ---------- | ---------- |
| Atlanta United       | 3 - 3      | New England Revolution | Mercedes-Benz Stadium | 31 de mayo | 18:30      |            |
| Columbus Crew        | 3 - 2      | Colorado Rapids        | Lower.com Field       | 31 de mayo | 18:30      |            |
| D. C. United         | 2 - 2      | C. F. Montréal         | Audi Field            | 31 de mayo | 18:30      |            |
| Inter Miami          | 0 - 1      | New York Red Bulls     | DRV PNK Stadium       | 31 de mayo | 18:30      |            |
| New York City        | 1 - 3      | F. C. Cincinnati       | Yankee Stadium        | 31 de mayo | 18:30      |            |
| Philadelphia Union   | 1 - 0      | Charlotte F. C.        | Subaru Park           | 31 de mayo | 18:30      |            |
| Toronto F. C.        | 0 - 0      | Chicago Fire           | BMO Field             | 31 de mayo | 18:30      |            |
| Austin F. C.         | 2 - 1      | Minnesota United       | Q2 Stadium            | 31 de mayo | 19:30      |            |
| Sporting Kansas City | 2 - 1      | F. C. Dallas           | Children's Mercy Park | 31 de mayo | 19:30      |            |
| Real Salt Lake       | 2 - 3      | Los Angeles Galaxy     | America First Field   | 31 de mayo | 20:30      |            |
| Seattle Sounders     | 0 - 1      | San Jose Earthquakes   | Lumen Field           | 31 de mayo | 21:30      |            |
| Vancouver Whitecaps  | 6 - 2      | Houston Dynamo         | BC Place              | 31 de mayo | 21:30      |            |

| Jornada 17          | Jornada 17 | Jornada 17             | Jornada 17                 | Jornada 17 | Jornada 17 | Jornada 17 |
| Local               | Resultado  | Visitante              | Estadio                    | Fecha      | Hora       |            |
| ------------------- | ---------- | ---------------------- | -------------------------- | ---------- | ---------- | ---------- |
| New York City       | 0 - 0      | New England Revolution | Yankee Stadium             | 3 de junio | 15:30      |            |
| Seattle Sounders    | 0 - 0      | Portland Timbers       | Lumen Field                | 3 de junio | 16:30      |            |
| F. C. Cincinnati    | 1 - 0      | Chicago Fire           | TQL Stadium                | 3 de junio | 18:30      |            |
| Columbus Crew       | 4 - 2      | Charlotte F. C.        | Lower.com Field            | 3 de junio | 18:30      |            |
| Inter Miami         | 1 - 2      | D. C. United           | DRV PNK Stadium            | 3 de junio | 18:30      |            |
| New York Red Bulls  | 0 - 3      | Orlando City           | Red Bull Arena             | 3 de junio | 18:30      |            |
| Philadelphia Union  | 3 - 0      | C. F. Montréal         | Subaru Park                | 3 de junio | 18:30      |            |
| Austin F. C.        | 1 - 2      | Real Salt Lake         | Q2 Stadium                 | 3 de junio | 19:30      |            |
| F. C. Dallas        | 1 - 2      | Nashville S. C.        | Toyota Stadium             | 3 de junio | 19:30      |            |
| Minnesota United    | 1 - 1      | Toronto F. C.          | Allianz Field              | 3 de junio | 19:30      |            |
| St. Louis City      | 3 - 0      | Houston Dynamo         | Citypark                   | 3 de junio | 19:30      |            |
| Colorado Rapids     | 0 - 0      | San Jose Earthquakes   | Dick's Sporting Goods Park | 3 de junio | 20:30      |            |
| Vancouver Whitecaps | 1 - 1      | Sporting Kansas City   | BC Place                   | 3 de junio | 21:30      |            |
| Los Angeles F. C.   | 0 - 0      | Atlanta United         | BMO Stadium                | 7 de junio | 21:30      |            |

| Jornada 18             | Jornada 18 | Jornada 18         | Jornada 18              | Jornada 18  | Jornada 18 | Jornada 18 |
| Local                  | Resultado  | Visitante          | Estadio                 | Fecha       | Hora       |            |
| ---------------------- | ---------- | ------------------ | ----------------------- | ----------- | ---------- | ---------- |
| Atlanta United         | 3 - 1      | D. C. United       | Mercedes-Benz Stadium   | 10 de junio | 18:30      |            |
| Charlotte F. C.        | 3 - 3      | Seattle Sounders   | Bank of America Stadium | 10 de junio | 18:30      |            |
| C. F. Montréal         | 4 - 0      | Minnesota United   | Saputo                  | 10 de junio | 18:30      |            |
| New England Revolution | 3 - 1      | Inter Miami        | Gillette Stadium        | 10 de junio | 18:30      |            |
| Orlando City           | 2 - 0      | Colorado Rapids    | Exploria Stadium        | 10 de junio | 18:30      |            |
| Toronto F. C.          | 1 - 1      | Nashville S. C.    | BMO Field               | 10 de junio | 18:30      |            |
| Chicago Fire           | 1 - 2      | Columbus Crew      | Soldier Field           | 10 de junio | 19:30      |            |
| Houston Dynamo         | 4 - 0      | Los Angeles F. C.  | Shell Energy Stadium    | 10 de junio | 19:30      |            |
| Sporting Kansas City   | 4 - 1      | Austin F. C.       | Children's Mercy Park   | 10 de junio | 19:30      |            |
| Real Salt Lake         | 0 - 0      | New York City      | America First Field     | 10 de junio | 20:30      |            |
| San Jose Earthquakes   | 2 - 1      | Philadelphia Union | PayPal Park             | 10 de junio | 21:30      |            |
| Vancouver Whitecaps    | 1 - 1      | F. C. Cincinnati   | BC Place                | 10 de junio | 21:30      |            |
| St. Louis City         | 1 - 1      | Los Angeles Galaxy | Citypark                | 11 de junio | 12:00      |            |
| Portland Timbers       | 1 - 0      | F. C. Dallas       | Providence Park         | 11 de junio | 21:00      |            |
| Los Angeles F. C.      | 0 - 1      | Houston Dynamo     | BMO Stadium             | 14 de junio | 21:30      |            |

| Jornada 19             | Jornada 19 | Jornada 19           | Jornada 19                 | Jornada 19  | Jornada 19 | Jornada 19 |
| Local                  | Resultado  | Visitante            | Estadio                    | Fecha       | Hora       |            |
| ---------------------- | ---------- | -------------------- | -------------------------- | ----------- | ---------- | ---------- |
| New York City          | 1 - 1      | Columbus Crew        | Yankee Stadium             | 17 de junio | 15:30      |            |
| D. C. United           | 1 - 2      | Real Salt Lake       | Audi Field                 | 17 de junio | 18:30      |            |
| New England Revolution | 3 - 1      | Orlando City         | Gillette Stadium           | 17 de junio | 18:30      |            |
| Sporting Kansas City   | 1 - 2      | Los Angeles F. C.    | Children's Mercy Park      | 17 de junio | 19:30      |            |
| Nashville S. C.        | 3 - 1      | St. Louis City       | Geodis Park                | 17 de junio | 19:30      |            |
| San Jose Earthquakes   | 0 - 0      | Portland Timbers     | PayPal Park                | 17 de junio | 21:30      |            |
| Atlanta United         | 2 - 2      | New York City        | Mercedes-Benz Stadium      | 21 de junio | 18:30      |            |
| F. C. Cincinnati       | 3 - 0      | Toronto F. C.        | TQL Stadium                | 21 de junio | 18:30      |            |
| C. F. Montréal         | 1 - 0      | Nashville S. C.      | Saputo                     | 21 de junio | 18:30      |            |
| New York Red Bulls     | 2 - 2      | Charlotte F. C.      | Red Bull Arena             | 21 de junio | 18:30      |            |
| Orlando City           | 2 - 2      | Philadelphia Union   | Exploria Stadium           | 21 de junio | 18:30      |            |
| Austin F. C.           | 3 - 0      | F. C. Dallas         | Q2 Stadium                 | 21 de junio | 19:30      |            |
| Houston Dynamo         | 4 - 1      | San Jose Earthquakes | Shell Energy Stadium       | 21 de junio | 19:30      |            |
| St. Louis City         | 1 - 3      | Real Salt Lake       | Citypark                   | 21 de junio | 19:30      |            |
| Los Angeles Galaxy     | 2 - 2      | Sporting Kansas City | Dignity Health Sports Park | 21 de junio | 21:30      |            |
| Los Angeles F. C.      | 1 - 0      | Seattle Sounders     | BMO Stadium                | 21 de junio | 21:30      |            |
| Portland Timbers       | 1 - 2      | Chicago Fire         | Providence Park            | 21 de junio | 21:30      |            |

| Jornada 20             | Jornada 20 | Jornada 20          | Jornada 20                 | Jornada 20  | Jornada 20 | Jornada 20 |
| Local                  | Resultado  | Visitante           | Estadio                    | Fecha       | Hora       |            |
| ---------------------- | ---------- | ------------------- | -------------------------- | ----------- | ---------- | ---------- |
| Charlotte F. C.        | 0 - 0      | C. F. Montréal      | Bank of America Stadium    | 24 de junio | 18:30      |            |
| Columbus Crew          | 2 - 0      | Nashville S. C.     | Lower.com Field            | 24 de junio | 18:30      |            |
| D. C. United           | 3 - 0      | F. C. Cincinnati    | Audi Field                 | 24 de junio | 18:30      |            |
| New England Revolution | 2 - 1      | Toronto F. C.       | Gillette Stadium           | 24 de junio | 18:30      |            |
| New York Red Bulls     | 4 - 0      | Atlanta United      | Red Bull Arena             | 24 de junio | 18:30      |            |
| Philadelphia Union     | 4 - 1      | Inter Miami         | Subaru Park                | 24 de junio | 18:30      |            |
| Austin F. C.           | 3 - 0      | Houston Dynamo      | Q2 Stadium                 | 24 de junio | 19:30      |            |
| Sporting Kansas City   | 0 - 1      | Chicago Fire        | Children's Mercy Park      | 24 de junio | 19:30      |            |
| Colorado Rapids        | 0 - 0      | Los Angeles Galaxy  | Dick's Sporting Goods Park | 24 de junio | 20:30      |            |
| Real Salt Lake         | 2 - 2      | Minnesota United    | America First Field        | 24 de junio | 20:30      |            |
| Los Angeles F. C.      | 2 - 3      | Vancouver Whitecaps | BMO Stadium                | 24 de junio | 21:30      |            |
| Portland Timbers       | 1 - 1      | New York City       | Providence Park            | 24 de junio | 21:30      |            |
| San Jose Earthquakes   | 1 - 2      | St. Louis City      | PayPal Park                | 24 de junio | 21:30      |            |
| Seattle Sounders       | 0 - 0      | Orlando City        | Lumen Field                | 24 de junio | 21:30      |            |

| Jornada 21           | Jornada 21 | Jornada 21             | Jornada 21            | Jornada 21 | Jornada 21 | Jornada 21 |
| Local                | Resultado  | Visitante              | Estadio               | Fecha      | Hora       |            |
| -------------------- | ---------- | ---------------------- | --------------------- | ---------- | ---------- | ---------- |
| F. C. Cincinnati     | 2 - 2      | New England Revolution | TQL Stadium           | 1 de julio | 18:30      |            |
| Columbus Crew        | 2 - 1      | New York Red Bulls     | Lower.com Field       | 1 de julio | 18:30      |            |
| Inter Miami          | 1 - 1      | Austin F. C.           | DRV PNK Stadium       | 1 de julio | 18:30      |            |
| C. F. Montréal       | 0 - 1      | New York City          | Saputo                | 1 de julio | 18:30      |            |
| Orlando City         | 3 - 1      | Chicago Fire           | Exploria Stadium      | 1 de julio | 18:30      |            |
| Toronto F. C.        | 0 - 1      | Real Salt Lake         | BMO Field             | 1 de julio | 18:30      |            |
| F. C. Dallas         | 2 - 0      | Los Angeles F. C.      | Toyota Stadium        | 1 de julio | 19:30      |            |
| Sporting Kansas City | 3 - 0      | Vancouver Whitecaps    | Children's Mercy Park | 1 de julio | 19:30      |            |
| Minnesota United     | 4 - 1      | Portland Timbers       | Allianz Field         | 1 de julio | 19:30      |            |
| Nashville S. C.      | 2 - 0      | D. C. United           | Geodis Park           | 1 de julio | 19:30      |            |
| St. Louis City       | 2 - 0      | Colorado Rapids        | Citypark              | 1 de julio | 19:30      |            |
| San Jose Earthquakes | 2 - 2      | Los Angeles Galaxy     | PayPal Park           | 1 de julio | 21:30      |            |
| Seattle Sounders     | 1 - 0      | Houston Dynamo         | Lumen Field           | 1 de julio | 21:30      |            |
| Atlanta United       | 2 - 0      | Philadelphia Union     | Mercedes-Benz Stadium | 2 de julio | 15:00      |            |

| Jornada 22          | Jornada 22 | Jornada 22             | Jornada 22                 | Jornada 22 | Jornada 22 | Jornada 22 |
| Local               | Resultado  | Visitante              | Estadio                    | Fecha      | Hora       |            |
| ------------------- | ---------- | ---------------------- | -------------------------- | ---------- | ---------- | ---------- |
| Inter Miami         | 2 - 2      | Columbus Crew          | DRV PNK Stadium            | 4 de julio | 18:30      |            |
| Orlando City        | 4 - 0      | Toronto F. C.          | Exploria Stadium           | 4 de julio | 18:30      |            |
| F. C. Dallas        | 0 - 1      | D. C. United           | Toyota Stadium             | 4 de julio | 19:30      |            |
| Los Angeles Galaxy  | 2 - 1      | Los Angeles F. C.      | Rose Bowl                  | 4 de julio | 21:30      |            |
| Colorado Rapids     | 0 - 0      | Portland Timbers       | Dick's Sporting Goods Park | 4 de julio | 22:25      |            |
| New York City       | 1 - 1      | Charlotte F. C.        | Citi Field                 | 5 de julio | 18:30      |            |
| Charlotte F. C.     | 2 - 2      | F. C. Cincinnati       | Bank of America Stadium    | 8 de julio | 18:30      |            |
| Columbus Crew       | 1 - 1      | New York City          | Lower.com Field            | 8 de julio | 18:30      |            |
| D. C. United        | 2 - 2      | Inter Miami            | Audi Field                 | 8 de julio | 18:30      |            |
| C. F. Montréal      | 0 - 1      | Atlanta United         | Saputo                     | 8 de julio | 18:30      |            |
| New York Red Bulls  | 2 - 1      | New England Revolution | Red Bull Arena             | 8 de julio | 18:30      |            |
| Toronto F. C.       | 0 - 1      | St. Louis City         | BMO Field                  | 8 de julio | 18:30      |            |
| Chicago Fire        | 1 - 0      | Nashville S. C.        | Soldier Field              | 8 de julio | 19:30      |            |
| Houston Dynamo      | 2 - 2      | Sporting Kansas City   | Shell Energy Stadium       | 8 de julio | 19:30      |            |
| Minnesota United    | 1 - 4      | Austin F. C.           | Allianz Field              | 8 de julio | 19:30      |            |
| Colorado Rapids     | 2 - 1      | F. C. Dallas           | Dick's Sporting Goods Park | 8 de julio | 20:30      |            |
| Real Salt Lake      | 4 - 0      | Orlando City           | America First Field        | 8 de julio | 20:30      |            |
| Los Angeles Galaxy  | 3 - 1      | Philadelphia Union     | Dignity Health Sports Park | 8 de julio | 21:30      |            |
| Los Angeles F. C.   | 1 - 1      | San Jose Earthquakes   | BMO Stadium                | 8 de julio | 21:30      |            |
| Vancouver Whitecaps | 2 - 3      | Seattle Sounders       | BC Place                   | 8 de julio | 21:30      |            |

| Jornada 23             | Jornada 23 | Jornada 23           | Jornada 23                 | Jornada 23  | Jornada 23 | Jornada 23 |
| Local                  | Resultado  | Visitante            | Estadio                    | Fecha       | Hora       |            |
| ---------------------- | ---------- | -------------------- | -------------------------- | ----------- | ---------- | ---------- |
| New England Revolution | 2 - 1      | Atlanta United       | Gillette Stadium           | 12 de julio | 18:30      |            |
| New York Red Bulls     | 1 - 2      | F. C. Cincinnati     | Red Bull Arena             | 12 de julio | 18:30      |            |
| Chicago Fire           | 3 - 0      | C. F. Montréal       | Soldier Field              | 12 de julio | 19:30      |            |
| Houston Dynamo         | 0 - 3      | Minnesota United     | Shell Energy Stadium       | 12 de julio | 19:30      |            |
| Sporting Kansas City   | 2 - 2      | Real Salt Lake       | Children's Mercy Park      | 12 de julio | 19:30      |            |
| Nashville S. C.        | 0 - 2      | Philadelphia Union   | Geodis Park                | 12 de julio | 19:30      |            |
| San Jose Earthquakes   | 2 - 0      | Seattle Sounders     | PayPal Park                | 12 de julio | 21:30      |            |
| Vancouver Whitecaps    | 2 - 1      | Austin F. C.         | BC Place                   | 12 de julio | 21:30      |            |
| Los Angeles F. C.      | 3 - 0      | St. Louis City       | BMO Stadium                | 12 de julio | 21:30      |            |
| Atlanta United         | 1 - 2      | Orlando City         | Mercedes-Benz Stadium      | 15 de julio | 18:30      |            |
| F. C. Cincinnati       | 3 - 1      | Nashville S. C.      | TQL Stadium                | 15 de julio | 18:30      |            |
| C. F. Montréal         | 2 - 0      | Charlotte F. C.      | Saputo                     | 15 de julio | 18:30      |            |
| New England Revolution | 4 - 0      | D. C. United         | Gillette Stadium           | 15 de julio | 18:30      |            |
| Philadelphia Union     | 2 - 1      | New York City        | Subaru Park                | 15 de julio | 18:30      |            |
| Austin F. C.           | 2 - 1      | Sporting Kansas City | Q2 Stadium                 | 15 de julio | 19:30      |            |
| Chicago Fire           | 1 - 0      | Toronto F. C.        | Soldier Field              | 15 de julio | 19:30      |            |
| Minnesota United       | 1 - 1      | Los Angeles F. C.    | Allianz Field              | 15 de julio | 19:30      |            |
| St. Louis City         | 3 - 0      | Inter Miami          | Citypark                   | 15 de julio | 19:30      |            |
| Colorado Rapids        | 0 - 0      | Houston Dynamo       | Dick's Sporting Goods Park | 15 de julio | 20:30      |            |
| Real Salt Lake         | 3 - 1      | New York Red Bulls   | America First Field        | 15 de julio | 20:30      |            |
| Portland Timbers       | 3 - 2      | Columbus Crew        | Providence Park            | 15 de julio | 21:30      |            |
| Seattle Sounders       | 1 - 1      | F. C. Dallas         | Lumen Field                | 15 de julio | 21:30      |            |
| Vancouver Whitecaps    | 4 - 2      | Los Angeles Galaxy   | BC Place                   | 15 de julio | 21:30      |            |

| Jornada 24          | Jornada 24 | Jornada 24           | Jornada 24           | Jornada 24   | Jornada 24 | Jornada 24 |
| Local               | Resultado  | Visitante            | Estadio              | Fecha        | Hora       |            |
| ------------------- | ---------- | -------------------- | -------------------- | ------------ | ---------- | ---------- |
| Columbus Crew       | 3 - 0      | F. C. Cincinnati     | Lower.com Field      | 20 de agosto | 18:30      |            |
| New York Red Bulls  | 1 - 0      | D. C. United         | Red Bull Arena       | 20 de agosto | 18:30      |            |
| New York City       | 0 - 2      | Minnesota United     | Citi Field           | 20 de agosto | 18:30      |            |
| Toronto F. C.       | 2 - 3      | C. F. Montréal       | BMO Field            | 20 de agosto | 18:30      |            |
| Chicago Fire        | 1 - 3      | Orlando City         | Soldier Field        | 20 de agosto | 19:30      |            |
| Houston Dynamo      | 5 - 0      | Portland Timbers     | Shell Energy Stadium | 20 de agosto | 19:30      |            |
| St. Louis City      | 6 - 3      | Austin F. C.         | Citypark             | 20 de agosto | 20:30      |            |
| Seattle Sounders    | 0 - 2      | Atlanta United       | Lumen Field          | 20 de agosto | 21:30      |            |
| Vancouver Whitecaps | 0 - 1      | San Jose Earthquakes | BC Place             | 20 de agosto | 21:30      |            |
| Los Angeles F. C.   | 4 - 0      | Colorado Rapids      | BMO Stadium          | 23 de agosto | 21:30      |            |

| Jornada 25           | Jornada 25 | Jornada 25             | Jornada 25                 | Jornada 25   | Jornada 25 | Jornada 25 |
| Local                | Resultado  | Visitante              | Estadio                    | Fecha        | Hora       |            |
| -------------------- | ---------- | ---------------------- | -------------------------- | ------------ | ---------- | ---------- |
| Atlanta United       | 4 - 0      | Nashville S. C.        | Mercedes-Benz Stadium      | 26 de agosto | 18:30      |            |
| Charlotte F. C.      | 2 - 1      | Los Angeles F. C.      | Bank of America Stadium    | 26 de agosto | 18:30      |            |
| F. C. Cincinnati     | 3 - 0      | New York City          | TQL Stadium                | 26 de agosto | 18:30      |            |
| Columbus Crew        | 2 - 0      | Toronto F. C.          | Lower.com Field            | 26 de agosto | 18:30      |            |
| D. C. United         | 1 - 3      | Philadelphia Union     | Audi Field                 | 26 de agosto | 18:30      |            |
| C. F. Montréal       | 1 - 0      | New England Revolution | Saputo                     | 26 de agosto | 18:30      |            |
| New York Red Bulls   | 0 - 2      | Inter Miami            | Red Bull Arena             | 26 de agosto | 18:30      |            |
| Orlando City         | 2 - 1      | St. Louis City         | Exploria Stadium           | 26 de agosto | 18:30      |            |
| F. C. Dallas         | 1 - 0      | Austin F. C.           | Toyota Stadium             | 26 de agosto | 19:30      |            |
| Sporting Kansas City | 3 - 0      | San Jose Earthquakes   | Children's Mercy Park      | 26 de agosto | 19:30      |            |
| Real Salt Lake       | 0 - 3      | Houston Dynamo         | America First Field        | 26 de agosto | 20:30      |            |
| Los Angeles Galaxy   | 3 - 0      | Chicago Fire           | Dignity Health Sports Park | 26 de agosto | 21:30      |            |
| Portland Timbers     | 2 - 3      | Vancouver Whitecaps    | Providence Park            | 26 de agosto | 21:30      |            |
| Minnesota United     | 1 - 1      | Seattle Sounders       | Allianz Field              | 27 de agosto | 15:30      |            |

| Jornada 26             | Jornada 26 | Jornada 26          | Jornada 26              | Jornada 26   | Jornada 26 | Jornada 26 |
| Local                  | Resultado  | Visitante           | Estadio                 | Fecha        | Hora       |            |
| ---------------------- | ---------- | ------------------- | ----------------------- | ------------ | ---------- | ---------- |
| Atlanta United         | 1 - 2      | F. C. Cincinnati    | Mercedes-Benz Stadium   | 30 de agosto | 18:30      |            |
| Charlotte F. C.        | 1 - 1      | Orlando City        | Bank of America Stadium | 30 de agosto | 18:30      |            |
| Inter Miami            | 0 - 0      | Nashville S. C.     | DRV PNK Stadium         | 30 de agosto | 18:30      |            |
| New England Revolution | 1 - 0      | New York Red Bulls  | Gillette Stadium        | 30 de agosto | 18:30      |            |
| New York City          | 2 - 0      | C. F. Montréal      | Yankee Stadium          | 30 de agosto | 18:30      |            |
| Toronto F. C.          | 3 - 1      | Philadelphia Union  | BMO Field               | 30 de agosto | 18:30      |            |
| Austin F. C.           | 1 - 2      | Seattle Sounders    | Q2 Stadium              | 30 de agosto | 19:30      |            |
| Chicago Fire           | 0 - 1      | Vancouver Whitecaps | Soldier Field           | 30 de agosto | 19:30      |            |
| Houston Dynamo         | 2 - 0      | Columbus Crew       | Shell Energy Stadium    | 30 de agosto | 19:30      |            |
| Minnesota United       | 3 - 0      | Colorado Rapids     | Allianz Field           | 30 de agosto | 19:30      |            |
| St. Louis City         | 2 - 1      | F. C. Dallas        | Citypark                | 30 de agosto | 19:30      |            |
| Portland Timbers       | 2 - 1      | Real Salt Lake      | Providence Park         | 30 de agosto | 21:30      |            |
| San Jose Earthquakes   | 2 - 3      | Los Angeles Galaxy  | PayPal Park             | 30 de agosto | 21:30      |            |

| Jornada 27             | Jornada 27 | Jornada 27          | Jornada 27                 | Jornada 27      | Jornada 27 | Jornada 27 |
| Local                  | Resultado  | Visitante           | Estadio                    | Fecha           | Hora       |            |
| ---------------------- | ---------- | ------------------- | -------------------------- | --------------- | ---------- | ---------- |
| New York City          | 1 - 1      | Vancouver Whitecaps | Yankee Stadium             | 2 de septiembre | 14:30      |            |
| F. C. Cincinnati       | 0 - 1      | Orlando City        | TQL Stadium                | 2 de septiembre | 18:30      |            |
| D. C. United           | 4 - 0      | Chicago Fire        | Audi Field                 | 2 de septiembre | 18:30      |            |
| C. F. Montréal         | 2 - 4      | Columbus Crew       | Saputo                     | 2 de septiembre | 18:30      |            |
| New England Revolution | 2 - 2      | Austin F. C.        | Gillette Stadium           | 2 de septiembre | 18:30      |            |
| F. C. Dallas           | 2 - 2      | Atlanta United      | Toyota Stadium             | 2 de septiembre | 19:30      |            |
| Sporting Kansas City   | 2 - 1      | St. Louis City      | Children's Mercy Park      | 2 de septiembre | 19:30      |            |
| Nashville S. C.        | 1 - 1      | Charlotte F. C.     | Geodis Park                | 2 de septiembre | 19:30      |            |
| Real Salt Lake         | 2 - 0      | Colorado Rapids     | America First Field        | 2 de septiembre | 20:30      |            |
| Los Angeles Galaxy     | 0 - 0      | Houston Dynamo      | Dignity Health Sports Park | 2 de septiembre | 21:30      |            |
| San Jose Earthquakes   | 1 - 1      | Minnesota United    | PayPal Park                | 2 de septiembre | 21:30      |            |
| Seattle Sounders       | 2 - 2      | Portland Timbers    | Lumen Field                | 2 de septiembre | 21:30      |            |
| Philadelphia Union     | 4 - 1      | New York Red Bulls  | Subaru Park                | 3 de septiembre | 18:30      |            |
| Los Angeles F. C.      | 1 - 3      | Inter Miami         | BMO Stadium                | 3 de septiembre | 21:00      |            |

| Jornada 28           | Jornada 28 | Jornada 28             | Jornada 28                 | Jornada 28       | Jornada 28 | Jornada 28 |
| Local                | Resultado  | Visitante              | Estadio                    | Fecha            | Hora       |            |
| -------------------- | ---------- | ---------------------- | -------------------------- | ---------------- | ---------- | ---------- |
| D. C. United         | 0 - 0      | San Jose Earthquakes   | Audi Field                 | 9 de septiembre  | 18:30      |            |
| Inter Miami          | 3 - 2      | Sporting Kansas City   | DRV PNK Stadium            | 9 de septiembre  | 18:30      |            |
| Minnesota United     | 1 - 1      | New England Revolution | Allianz Field              | 9 de septiembre  | 19:30      |            |
| Portland Timbers     | 2 - 0      | Los Angeles F. C.      | Providence Park            | 9 de septiembre  | 21:30      |            |
| Los Angeles Galaxy   | 2 - 2      | St. Louis City         | Dignity Health Sports Park | 10 de septiembre | 19:00      |            |
| New York City        | 0 - 0      | New York Red Bulls     | Yankee Stadium             | 16 de septiembre | 14:30      |            |
| Atlanta United       | 5 - 2      | Inter Miami            | Mercedes-Benz Stadium      | 16 de septiembre | 16:00      |            |
| Charlotte F. C.      | 0 - 0      | D. C. United           | Bank of America Stadium    | 16 de septiembre | 18:30      |            |
| C. F. Montréal       | 0 - 0      | Chicago Fire           | Saputo                     | 16 de septiembre | 18:30      |            |
| Orlando City         | 4 - 3      | Columbus Crew          | Exploria Stadium           | 16 de septiembre | 18:30      |            |
| Philadelphia Union   | 2 - 2      | F. C. Cincinnati       | Subaru Park                | 16 de septiembre | 18:30      |            |
| Toronto F. C.        | 1 - 2      | Vancouver Whitecaps    | BMO Field                  | 16 de septiembre | 18:30      |            |
| F. C. Dallas         | 1 - 1      | Seattle Sounders       | Toyota Stadium             | 16 de septiembre | 19:30      |            |
| Houston Dynamo       | 1 - 1      | St. Louis City         | Shell Energy Stadium       | 16 de septiembre | 19:30      |            |
| Minnesota United     | 0 - 1      | Sporting Kansas City   | Allianz Field              | 16 de septiembre | 19:30      |            |
| Colorado Rapids      | 2 - 1      | New England Revolution | Dick's Sporting Goods Park | 16 de septiembre | 20:30      |            |
| Los Angeles F. C.    | 4 - 2      | Los Angeles Galaxy     | BMO Stadium                | 16 de septiembre | 21:30      |            |
| San Jose Earthquakes | 2 - 1      | Real Salt Lake         | PayPal Park                | 16 de septiembre | 21:30      |            |
| Austin F. C.         | 1 - 2      | Portland Timbers       | Q2 Stadium                 | 17 de septiembre | 19:30      |            |

| Jornada 29           | Jornada 29 | Jornada 29           | Jornada 29                 | Jornada 29       | Jornada 29 | Jornada 29 |
| Local                | Resultado  | Visitante            | Estadio                    | Fecha            | Hora       |            |
| -------------------- | ---------- | -------------------- | -------------------------- | ---------------- | ---------- | ---------- |
| Charlotte F. C.      | 2 - 2      | Philadelphia Union   | Bank of America Stadium    | 20 de septiembre | 18:30      |            |
| Columbus Crew        | 3 - 0      | Chicago Fire         | Lower.com Field            | 20 de septiembre | 18:30      |            |
| D. C. United         | 1 - 1      | Atlanta United       | Audi Field                 | 20 de septiembre | 18:30      |            |
| Inter Miami          | 4 - 0      | Toronto F. C.        | DRV PNK Stadium            | 20 de septiembre | 18:30      |            |
| C. F. Montréal       | 1 - 1      | F. C. Cincinnati     | Saputo                     | 20 de septiembre | 18:30      |            |
| New York Red Bulls   | 1 - 1      | Austin F. C.         | Red Bull Arena             | 20 de septiembre | 18:30      |            |
| New York City        | 2 - 0      | Orlando City         | Citi Field                 | 20 de septiembre | 18:30      |            |
| Houston Dynamo       | 4 - 1      | Vancouver Whitecaps  | Shell Energy Stadium       | 20 de septiembre | 19:30      |            |
| Sporting Kansas City | 0 - 3      | Nashville S. C.      | Children's Mercy Park      | 20 de septiembre | 19:30      |            |
| St. Louis City       | 0 - 0      | Los Angeles F. C.    | Citypark                   | 20 de septiembre | 19:30      |            |
| Colorado Rapids      | 1 - 2      | Seattle Sounders     | Dick's Sporting Goods Park | 20 de septiembre | 20:30      |            |
| Real Salt Lake       | 1 - 3      | F. C. Dallas         | America First Field        | 20 de septiembre | 20:30      |            |
| Los Angeles Galaxy   | 4 - 3      | Minnesota United     | Dignity Health Sports Park | 20 de septiembre | 21:30      |            |
| Portland Timbers     | 2 - 1      | San Jose Earthquakes | Providence Park            | 20 de septiembre | 21:30      |            |

| Jornada 30           | Jornada 30 | Jornada 30             | Jornada 30                 | Jornada 30       | Jornada 30 | Jornada 30 |
| Local                | Resultado  | Visitante              | Estadio                    | Fecha            | Hora       |            |
| -------------------- | ---------- | ---------------------- | -------------------------- | ---------------- | ---------- | ---------- |
| Atlanta United       | 4 - 1      | C. F. Montréal         | Mercedes-Benz Stadium      | 23 de septiembre | 18:30      |            |
| F. C. Cincinnati     | 3 - 0      | Charlotte F. C.        | TQL Stadium                | 23 de septiembre | 18:30      |            |
| D. C. United         | 3 - 5      | New York Red Bulls     | Audi Field                 | 23 de septiembre | 18:30      |            |
| Philadelphia Union   | 0 - 0      | Los Angeles F. C.      | Subaru Park                | 23 de septiembre | 18:30      |            |
| Chicago Fire         | 2 - 2      | New England Revolution | Soldier Field              | 23 de septiembre | 19:30      |            |
| F. C. Dallas         | 1 - 1      | Columbus Crew          | Toyota Stadium             | 23 de septiembre | 19:30      |            |
| Sporting Kansas City | 2 - 1      | Houston Dynamo         | Children's Mercy Park      | 23 de septiembre | 19:30      |            |
| Minnesota United     | 1 - 2      | St. Louis City         | Allianz Field              | 23 de septiembre | 19:30      |            |
| Real Salt Lake       | 2 - 1      | Vancouver Whitecaps    | America First Field        | 23 de septiembre | 20:30      |            |
| Portland Timbers     | 3 - 2      | Colorado Rapids        | Providence Park            | 23 de septiembre | 21:30      |            |
| San Jose Earthquakes | 1 - 1      | Nashville S. C.        | PayPal Park                | 23 de septiembre | 21:30      |            |
| New York City        | 3 - 0      | Toronto F. C.          | Red Bull Arena             | 24 de septiembre | 12:00      |            |
| Orlando City         | 1 - 1      | Inter Miami            | Exploria Stadium           | 24 de septiembre | 18:30      |            |
| Austin F. C.         | 3 - 3      | Los Angeles Galaxy     | Q2 Stadium                 | 24 de septiembre | 23:30      |            |
| Philadelphia Union   | 1 - 1      | F. C. Dallas           | Subaru Park                | 27 de septiembre | 18:30      |            |
| Colorado Rapids      | 2 - 2      | Vancouver Whitecaps    | Dick's Sporting Goods Park | 27 de septiembre | 20:30      |            |

| Jornada 31             | Jornada 31 | Jornada 31           | Jornada 31                 | Jornada 31       | Jornada 31 | Jornada 31 |
| Local                  | Resultado  | Visitante            | Estadio                    | Fecha            | Hora       |            |
| ---------------------- | ---------- | -------------------- | -------------------------- | ---------------- | ---------- | ---------- |
| Columbus Crew          | 1 - 1      | Philadelphia Union   | Lower.com Field            | 30 de septiembre | 18:30      |            |
| Inter Miami            | 1 - 1      | New York City        | DRV PNK Stadium            | 30 de septiembre | 18:30      |            |
| New England Revolution | 2 - 1      | Charlotte F. C.      | Gillette Stadium           | 30 de septiembre | 18:30      |            |
| New York Red Bulls     | 0 - 1      | Chicago Fire         | Red Bull Arena             | 30 de septiembre | 18:30      |            |
| Orlando City           | 3 - 0      | C. F. Montréal       | Exploria Stadium           | 30 de septiembre | 18:30      |            |
| Toronto F. C.          | 2 - 3      | F. C. Cincinnati     | BMO Field                  | 30 de septiembre | 18:30      |            |
| Houston Dynamo         | 0 - 0      | F. C. Dallas         | Shell Energy Stadium       | 30 de septiembre | 19:30      |            |
| Minnesota United       | 1 - 1      | San Jose Earthquakes | Allianz Field              | 30 de septiembre | 19:30      |            |
| Nashville S. C.        | 0 - 0      | Seattle Sounders     | Geodis Park                | 30 de septiembre | 19:30      |            |
| St. Louis City         | 4 - 1      | Sporting Kansas City | Citypark                   | 30 de septiembre | 19:30      |            |
| Colorado Rapids        | 1 - 0      | Austin F. C.         | Dick's Sporting Goods Park | 30 de septiembre | 20:30      |            |
| Los Angeles Galaxy     | 3 - 3      | Portland Timbers     | Dignity Health Sports Park | 30 de septiembre | 21:30      |            |
| Vancouver Whitecaps    | 2 - 2      | D. C. United         | BC Place                   | 30 de septiembre | 21:30      |            |
| Los Angeles F. C.      | 0 - 1      | Real Salt Lake       | BMO Stadium                | 1 de octubre     | 19:00      |            |

| Jornada 32             | Jornada 32 | Jornada 32         | Jornada 32              | Jornada 32   | Jornada 32 | Jornada 32 |
| Local                  | Resultado  | Visitante          | Estadio                 | Fecha        | Hora       |            |
| ---------------------- | ---------- | ------------------ | ----------------------- | ------------ | ---------- | ---------- |
| Charlotte F. C.        | 3 - 0      | Toronto F. C.      | Bank of America Stadium | 4 de octubre | 18:30      |            |
| F. C. Cincinnati       | 1 - 2      | New York Red Bulls | TQL Stadium             | 4 de octubre | 18:30      |            |
| C. F. Montréal         | 1 - 1      | Houston Dynamo     | Saputo                  | 4 de octubre | 18:30      |            |
| New England Revolution | 1 - 2      | Columbus Crew      | Gillette Stadium        | 4 de octubre | 18:30      |            |
| Philadelphia Union     | 3 - 2      | Atlanta United     | Subaru Park             | 4 de octubre | 18:30      |            |
| Austin F. C.           | 3 - 0      | D. C. United       | Q2 Stadium              | 4 de octubre | 19:30      |            |
| Chicago Fire           | 4 - 1      | Inter Miami        | Soldier Field           | 4 de octubre | 19:30      |            |
| Nashville S. C.        | 0 - 1      | Orlando City       | Geodis Park             | 4 de octubre | 19:30      |            |
| Los Angeles F. C.      | 5 - 1      | Minnesota United   | BMO Stadium             | 4 de octubre | 21:30      |            |
| Seattle Sounders       | 2 - 1      | Los Angeles Galaxy | Lumen Field             | 4 de octubre | 21:30      |            |
| Vancouver Whitecaps    | 3 - 0      | St. Louis City     | BC Place                | 4 de octubre | 21:30      |            |

| Jornada 33         | Jornada 33 | Jornada 33             | Jornada 33                 | Jornada 33    | Jornada 33 | Jornada 33 |
| Local              | Resultado  | Visitante              | Estadio                    | Fecha         | Hora       |            |
| ------------------ | ---------- | ---------------------- | -------------------------- | ------------- | ---------- | ---------- |
| Atlanta United     | 1 - 1      | Columbus Crew          | Mercedes-Benz Stadium      | 7 de octubre  | 18:30      |            |
| D. C. United       | 2 - 0      | New York City          | Audi Field                 | 7 de octubre  | 18:30      |            |
| Inter Miami        | 0 - 1      | F. C. Cincinnati       | DRV PNK Stadium            | 7 de octubre  | 18:30      |            |
| C. F. Montréal     | 4 - 1      | Portland Timbers       | Saputo                     | 7 de octubre  | 18:30      |            |
| New York Red Bulls | 3 - 0      | Toronto F. C.          | Red Bull Arena             | 7 de octubre  | 18:30      |            |
| Orlando City       | 3 - 2      | New England Revolution | Exploria Stadium           | 7 de octubre  | 18:30      |            |
| Philadelphia Union | 0 - 0      | Nashville S. C.        | Subaru Park                | 7 de octubre  | 18:30      |            |
| Austin F. C.       | 2 - 4      | Los Angeles F. C.      | Q2 Stadium                 | 7 de octubre  | 19:30      |            |
| Chicago Fire       | 0 - 2      | Charlotte F. C.        | Soldier Field              | 7 de octubre  | 19:30      |            |
| F. C. Dallas       | 1 - 1      | San Jose Earthquakes   | Toyota Stadium             | 7 de octubre  | 19:30      |            |
| Houston Dynamo     | 5 - 1      | Colorado Rapids        | Shell Energy Stadium       | 7 de octubre  | 19:30      |            |
| Minnesota United   | 5 - 2      | Los Angeles Galaxy     | Allianz Field              | 7 de octubre  | 19:30      |            |
| Real Salt Lake     | 2 - 3      | Sporting Kansas City   | America First Field        | 7 de octubre  | 20:30      |            |
| Seattle Sounders   | 0 - 0      | Vancouver Whitecaps    | Lumen Field                | 7 de octubre  | 21:30      |            |
| F. C. Dallas       | 1 - 1      | Colorado Rapids        | Toyota Stadium             | 14 de octubre | 19:30      |            |
| Nashville S. C.    | 3 - 2      | New England Revolution | Geodis Park                | 14 de octubre | 19:30      |            |
| Los Angeles Galaxy | 2 - 2      | Real Salt Lake         | Dignity Health Sports Park | 14 de octubre | 21:30      |            |
| Inter Miami        | 2 - 2      | Charlotte F. C.        | DRV PNK Stadium            | 18 de octubre | 19:00      |            |

| Jornada 34             | Jornada 34 | Jornada 34         | Jornada 34                 | Jornada 34    | Jornada 34 | Jornada 34 |
| Local                  | Resultado  | Visitante          | Estadio                    | Fecha         | Hora       |            |
| ---------------------- | ---------- | ------------------ | -------------------------- | ------------- | ---------- | ---------- |
| Charlotte F. C.        | 1 - 0      | Inter Miami        | Bank of America Stadium    | 21 de octubre | 17:00      |            |
| F. C. Cincinnati       | 2 - 2      | Atlanta United     | TQL Stadium                | 21 de octubre | 17:00      |            |
| Columbus Crew          | 2 - 1      | C. F. Montréal     | Lower.com Field            | 21 de octubre | 17:00      |            |
| Nashville S. C.        | 0 - 1      | New York Red Bulls | Geodis Park                | 21 de octubre | 17:00      |            |
| New England Revolution | 2 - 1      | Philadephia Union  | Gillette Stadium           | 21 de octubre | 17:00      |            |
| New York City          | 1 - 0      | Chicago Fire       | Yankee Stadium             | 21 de octubre | 17:00      |            |
| Toronto F. C.          | 0 - 2      | Orlando City       | BMO Field                  | 21 de octubre | 17:00      |            |
| Colorado Rapids        | 0 - 1      | Real Salt Lake     | Dick's Sporting Goods Park | 21 de octubre | 20:00      |            |
| Sporting Kansas City   | 3 - 1      | Minnesota United   | Children's Mercy Park      | 21 de octubre | 20:00      |            |
| Los Angeles Galaxy     | 1 - 4      | F. C. Dallas       | Dignity Health Sports Park | 21 de octubre | 20:00      |            |
| Portland Timbers       | 1 - 3      | Houston Dynamo     | Providence Park            | 21 de octubre | 20:00      |            |
| San Jose Earthquakes   | 1 - 1      | Austin F. C.       | PayPal Park                | 21 de octubre | 20:00      |            |
| St. Louis City         | 0 - 2      | Seattle Sounders   | Citypark                   | 21 de octubre | 20:00      |            |
| Vancouver Whitecaps    | 1 - 1      | Los Angeles F. C.  | BC Place                   | 21 de octubre | 20:00      |            |

## Play-offs
Los play-offs de la MLS lo disputaron 18 equipos para la temporada 2023. La primera ronda consistió en una serie al mejor de tres entre los siete mejores equipos por conferencia, así como el ganador de la ronda wild card a jugarse por los equipos en el octavo y noveno lugar de cada conferencia. Las semifinales de conferencia, la final de conferencia y la final de la MLS Cup siguieron siendo a partido único con sede otorgada al equipo mejor clasificado. Los play-offs comenzaron en octubre y concluyeron con la final de la MLS Cup, que estuvo programada para diciembre.
- En la ronda wild card, si el partido terminaba empatado se ejecutaron directamente una tanda de penales, sin prórroga previa.
- En la primera ronda, todos los encuentros tuvieron un ganador, si el partido terminaba empatado se ejecutaron directamente una tanda de penales, sin prórroga previa. El primer equipo en conseguir dos victorias avanzaba de fase, en caso de necesitar un tercer partido se jugó en el estadio del equipo mejor ubicado. No se tomaron en consideración goles de visitante ni marcador global.
- Para las siguientes rondas de partido único, el equipo mejor ubicado tuvo la sede del encuentro. En caso de empate se jugaron dos tiempos de 15 minutos y una tanda de penales de ser necesario.

### Cuadro de desarrollo
|  | Wild Card         | Wild Card            | Wild Card          |                        |       | Primera ronda                    | Primera ronda                    | Primera ronda                    | Primera ronda                    | Primera ronda                    |   |    | Semifinales de conferencia | Semifinales de conferencia | Semifinales de conferencia |   |  | Finales de conferencia | Finales de conferencia | Finales de conferencia |   |  | MLS Cup        | MLS Cup        | MLS Cup        |  |
|  | 25 de octubre     | 25 de octubre        | 25 de octubre      |                        |       | 28 de octubre al 12 de noviembre | 28 de octubre al 12 de noviembre | 28 de octubre al 12 de noviembre | 28 de octubre al 12 de noviembre | 28 de octubre al 12 de noviembre |   |    | 25 y 26 de noviembre       | 25 y 26 de noviembre       | 25 y 26 de noviembre       |   |  | 2 y 3 de diciembre     | 2 y 3 de diciembre     | 2 y 3 de diciembre     |   |  | 9 de diciembre | 9 de diciembre | 9 de diciembre |  |
|  |                   |                      |                    |                        |       |                                  |                                  |                                  |                                  |                                  |   |    |                            |                            |                            |   |  |                        |                        |                        |   |  |                |                |                |  |
|  |                   |                      |                    |                        |       |                                  |                                  |                                  |                                  |                                  |   |    |                            |                            |                            |   |  |                        |                        |                        |   |  |                |                |                |  |
|  |                   |                      |                    |                        |       |                                  |                                  |                                  |                                  |                                  |   |    |                            |                            |                            |   |  |                        |                        |                        |   |  |                |                |                |  |
|  |                   |                      |                    |                        |       |                                  |                                  |                                  |                                  |                                  |   |    |                            |                            |                            |   |  |                        |                        |                        |   |  |                |                |                |  |
|  |                   |                      |                    |                        |       |                                  |                                  |                                  |                                  |                                  |   |    |                            |                            |                            |   |  |                        |                        |                        |   |  |                |                |                |  |
|  |                   | E1                   | F. C. Cincinnati   | 3                      | 1 (8) | –                                |                                  |                                  |                                  |                                  |   |    |                            |                            |                            |   |  |                        |                        |                        |   |  |                |                |                |  |
|  |                   |                      |                    | 3                      | 1 (8) | –                                |                                  |                                  |                                  |                                  |   |    |                            |                            |                            |   |  |                        |                        |                        |   |  |                |                |                |  |
|  |                   |                      | E8                 | New York Red Bulls     | 0     | 1 (7)                            | –                                |                                  |                                  |                                  |   |    |                            |                            |                            |   |  |                        |                        |                        |   |  |                |                |                |  |
|  | E8                | New York Red Bulls   | E8                 | New York Red Bulls     | 0     | 1 (7)                            | –                                | 5                                |                                  |                                  |   |    |                            |                            |                            |   |  |                        |                        |                        |   |  |                |                |                |  |
|  | E8                | New York Red Bulls   |                    |                        |       |                                  |                                  |                                  |                                  |                                  |   |    |                            |                            |                            |   |  |                        |                        |                        |   |  |                |                |                |  |
|  | E9                | Charlotte F. C.      | 2                  |                        |       |                                  |                                  |                                  |                                  |                                  |   |    |                            |                            |                            |   |  |                        |                        |                        |   |  |                |                |                |  |
|  | E9                | Charlotte F. C.      | 2                  |                        |       |                                  |                                  |                                  |                                  |                                  |   | E1 | F. C. Cincinnati           | 1                          |                            |   |  |                        |                        |                        |   |  |                |                |                |  |
|  |                   |                      |                    |                        |       |                                  |                                  |                                  |                                  |                                  |   | E1 | F. C. Cincinnati           | 1                          |                            |   |  |                        |                        |                        |   |  |                |                |                |  |
|  |                   |                      | E4                 | Philadelphia Union     | 0     |                                  |                                  |                                  |                                  |                                  |   |    |                            |                            |                            |   |  |                        |                        |                        |   |  |                |                |                |  |
|  |                   |                      | E4                 | Philadelphia Union     | 0     |                                  |                                  |                                  |                                  |                                  |   |    |                            |                            |                            |   |  |                        |                        |                        |   |  |                |                |                |  |
|  |                   |                      |                    |                        |       |                                  |                                  |                                  |                                  |                                  |   |    |                            |                            |                            |   |  |                        |                        |                        |   |  |                |                |                |  |
|  |                   |                      |                    |                        |       |                                  |                                  |                                  |                                  |                                  |   |    |                            |                            |                            |   |  |                        |                        |                        |   |  |                |                |                |  |
|  |                   | E4                   | Philadelphia Union | 3                      | 1     | –                                |                                  |                                  |                                  |                                  |   |    |                            |                            |                            |   |  |                        |                        |                        |   |  |                |                |                |  |
|  |                   |                      |                    | 3                      | 1     | –                                |                                  |                                  |                                  |                                  |   |    |                            |                            |                            |   |  |                        |                        |                        |   |  |                |                |                |  |
|  |                   |                      | E5                 | New England Revolution | 1     | 0                                | –                                |                                  |                                  |                                  |   |    |                            |                            |                            |   |  |                        |                        |                        |   |  |                |                |                |  |
|  |                   |                      | E5                 | New England Revolution | 1     | 0                                | –                                |                                  |                                  |                                  |   |    |                            |                            |                            |   |  |                        |                        |                        |   |  |                |                |                |  |
|  |                   |                      |                    |                        |       |                                  |                                  |                                  |                                  |                                  |   |    |                            |                            |                            |   |  |                        |                        |                        |   |  |                |                |                |  |
|  |                   |                      |                    |                        |       |                                  |                                  |                                  |                                  |                                  |   |    |                            |                            |                            |   |  |                        |                        |                        |   |  |                |                |                |  |
|  |                   |                      |                    |                        |       |                                  |                                  |                                  |                                  |                                  |   |    |                            | E1                         | F. C. Cincinnati           | 2 |  |                        |                        |                        |   |  |                |                |                |  |
|  | Conferencia Este  |                      |                    |                        |       |                                  |                                  |                                  |                                  |                                  |   |    |                            | E1                         | F. C. Cincinnati           | 2 |  |                        |                        |                        |   |  |                |                |                |  |
|  |                   |                      | E3                 | Columbus Crew (t. s.)  | 3     |                                  |                                  |                                  |                                  |                                  |   |    |                            |                            |                            |   |  |                        |                        |                        |   |  |                |                |                |  |
|  |                   |                      | E3                 | Columbus Crew (t. s.)  | 3     |                                  |                                  |                                  |                                  |                                  |   |    |                            |                            |                            |   |  |                        |                        |                        |   |  |                |                |                |  |
|  |                   |                      |                    |                        |       |                                  |                                  |                                  |                                  |                                  |   |    |                            |                            |                            |   |  |                        |                        |                        |   |  |                |                |                |  |
|  |                   |                      |                    |                        |       |                                  |                                  |                                  |                                  |                                  |   |    |                            |                            |                            |   |  |                        |                        |                        |   |  |                |                |                |  |
|  |                   | E2                   | Orlando City S. C. | 1                      | 1     | –                                |                                  |                                  |                                  |                                  |   |    |                            |                            |                            |   |  |                        |                        |                        |   |  |                |                |                |  |
|  |                   |                      |                    | 1                      | 1     | –                                |                                  |                                  |                                  |                                  |   |    |                            |                            |                            |   |  |                        |                        |                        |   |  |                |                |                |  |
|  |                   |                      | E7                 | Nashville S. C.        | 0     | 0                                | –                                |                                  |                                  |                                  |   |    |                            |                            |                            |   |  |                        |                        |                        |   |  |                |                |                |  |
|  |                   |                      | E7                 | Nashville S. C.        | 0     | 0                                | –                                |                                  |                                  |                                  |   |    |                            |                            |                            |   |  |                        |                        |                        |   |  |                |                |                |  |
|  |                   |                      |                    |                        |       |                                  |                                  |                                  |                                  |                                  |   |    |                            |                            |                            |   |  |                        |                        |                        |   |  |                |                |                |  |
|  |                   |                      |                    |                        |       |                                  |                                  |                                  |                                  |                                  |   |    |                            |                            |                            |   |  |                        |                        |                        |   |  |                |                |                |  |
|  |                   |                      |                    |                        |       |                                  |                                  |                                  | E2                               | Orlando City S. C.               | 0 |    |                            |                            |                            |   |  |                        |                        |                        |   |  |                |                |                |  |
|  |                   |                      |                    |                        |       |                                  |                                  |                                  |                                  |                                  | 0 |    |                            |                            |                            |   |  |                        |                        |                        |   |  |                |                |                |  |
|  |                   |                      | E3                 | Columbus Crew (t. s.)  | 2     |                                  |                                  |                                  |                                  |                                  |   |    |                            |                            |                            |   |  |                        |                        |                        |   |  |                |                |                |  |
|  |                   |                      | E3                 | Columbus Crew (t. s.)  | 2     |                                  |                                  |                                  |                                  |                                  |   |    |                            |                            |                            |   |  |                        |                        |                        |   |  |                |                |                |  |
|  |                   |                      |                    |                        |       |                                  |                                  |                                  |                                  |                                  |   |    |                            |                            |                            |   |  |                        |                        |                        |   |  |                |                |                |  |
|  |                   |                      |                    |                        |       |                                  |                                  |                                  |                                  |                                  |   |    |                            |                            |                            |   |  |                        |                        |                        |   |  |                |                |                |  |
|  |                   | E3                   | Columbus Crew      | 2                      | 2     | 4                                |                                  |                                  |                                  |                                  |   |    |                            |                            |                            |   |  |                        |                        |                        |   |  |                |                |                |  |
|  |                   |                      |                    | 2                      | 2     | 4                                |                                  |                                  |                                  |                                  |   |    |                            |                            |                            |   |  |                        |                        |                        |   |  |                |                |                |  |
|  |                   |                      | E6                 | Atlanta United         | 0     | 4                                | 2                                |                                  |                                  |                                  |   |    |                            |                            |                            |   |  |                        |                        |                        |   |  |                |                |                |  |
|  |                   |                      | E6                 | Atlanta United         | 0     | 4                                | 2                                |                                  |                                  |                                  |   |    |                            |                            |                            |   |  |                        |                        |                        |   |  |                |                |                |  |
|  |                   |                      |                    |                        |       |                                  |                                  |                                  |                                  |                                  |   |    |                            |                            |                            |   |  |                        |                        |                        |   |  |                |                |                |  |
|  |                   |                      |                    |                        |       |                                  |                                  |                                  |                                  |                                  |   |    |                            |                            |                            |   |  |                        |                        |                        |   |  |                |                |                |  |
|  |                   |                      |                    |                        |       |                                  |                                  |                                  |                                  |                                  |   |    |                            |                            |                            |   |  |                        | E3                     | Columbus Crew          | 2 |  |                |                |                |  |
|  |                   |                      |                    |                        |       |                                  |                                  |                                  |                                  |                                  |   |    |                            |                            |                            |   |  |                        |                        |                        | 2 |  |                |                |                |  |
|  |                   |                      | O3                 | Los Angeles F. C.      | 1     |                                  |                                  |                                  |                                  |                                  |   |    |                            |                            |                            |   |  |                        |                        |                        |   |  |                |                |                |  |
|  |                   |                      | O3                 | Los Angeles F. C.      | 1     |                                  |                                  |                                  |                                  |                                  |   |    |                            |                            |                            |   |  |                        |                        |                        |   |  |                |                |                |  |
|  |                   |                      |                    |                        |       |                                  |                                  |                                  |                                  |                                  |   |    |                            |                            |                            |   |  |                        |                        |                        |   |  |                |                |                |  |
|  |                   |                      |                    |                        |       |                                  |                                  |                                  |                                  |                                  |   |    |                            |                            |                            |   |  |                        |                        |                        |   |  |                |                |                |  |
|  |                   | O2                   | Seattle Sounders   | 2                      | 1     | 1                                |                                  |                                  |                                  |                                  |   |    |                            |                            |                            |   |  |                        |                        |                        |   |  |                |                |                |  |
|  |                   |                      |                    | 2                      | 1     | 1                                |                                  |                                  |                                  |                                  |   |    |                            |                            |                            |   |  |                        |                        |                        |   |  |                |                |                |  |
|  |                   |                      | O7                 | F. C. Dallas           | 0     | 3                                | 0                                |                                  |                                  |                                  |   |    |                            |                            |                            |   |  |                        |                        |                        |   |  |                |                |                |  |
|  |                   |                      | O7                 | F. C. Dallas           | 0     | 3                                | 0                                |                                  |                                  |                                  |   |    |                            |                            |                            |   |  |                        |                        |                        |   |  |                |                |                |  |
|  |                   |                      |                    |                        |       |                                  |                                  |                                  |                                  |                                  |   |    |                            |                            |                            |   |  |                        |                        |                        |   |  |                |                |                |  |
|  |                   |                      |                    |                        |       |                                  |                                  |                                  |                                  |                                  |   |    |                            |                            |                            |   |  |                        |                        |                        |   |  |                |                |                |  |
|  |                   |                      |                    |                        |       |                                  |                                  |                                  | O2                               | Seattle Sounders                 | 0 |    |                            |                            |                            |   |  |                        |                        |                        |   |  |                |                |                |  |
|  |                   |                      |                    |                        |       |                                  |                                  |                                  |                                  |                                  | 0 |    |                            |                            |                            |   |  |                        |                        |                        |   |  |                |                |                |  |
|  |                   |                      | O3                 | Los Angeles F. C.      | 1     |                                  |                                  |                                  |                                  |                                  |   |    |                            |                            |                            |   |  |                        |                        |                        |   |  |                |                |                |  |
|  |                   |                      | O3                 | Los Angeles F. C.      | 1     |                                  |                                  |                                  |                                  |                                  |   |    |                            |                            |                            |   |  |                        |                        |                        |   |  |                |                |                |  |
|  |                   |                      |                    |                        |       |                                  |                                  |                                  |                                  |                                  |   |    |                            |                            |                            |   |  |                        |                        |                        |   |  |                |                |                |  |
|  |                   |                      |                    |                        |       |                                  |                                  |                                  |                                  |                                  |   |    |                            |                            |                            |   |  |                        |                        |                        |   |  |                |                |                |  |
|  |                   | O3                   | Los Angeles F. C.  | 5                      | 1     | –                                |                                  |                                  |                                  |                                  |   |    |                            |                            |                            |   |  |                        |                        |                        |   |  |                |                |                |  |
|  |                   |                      |                    | 5                      | 1     | –                                |                                  |                                  |                                  |                                  |   |    |                            |                            |                            |   |  |                        |                        |                        |   |  |                |                |                |  |
|  |                   |                      | O6                 | Vancouver Whitecaps    | 2     | 0                                | –                                |                                  |                                  |                                  |   |    |                            |                            |                            |   |  |                        |                        |                        |   |  |                |                |                |  |
|  |                   |                      | O6                 | Vancouver Whitecaps    | 2     | 0                                | –                                |                                  |                                  |                                  |   |    |                            |                            |                            |   |  |                        |                        |                        |   |  |                |                |                |  |
|  |                   |                      |                    |                        |       |                                  |                                  |                                  |                                  |                                  |   |    |                            |                            |                            |   |  |                        |                        |                        |   |  |                |                |                |  |
|  |                   |                      |                    |                        |       |                                  |                                  |                                  |                                  |                                  |   |    |                            |                            |                            |   |  |                        |                        |                        |   |  |                |                |                |  |
|  |                   |                      |                    |                        |       |                                  |                                  |                                  |                                  |                                  |   |    |                            | O3                         | Los Angeles F. C.          | 2 |  |                        |                        |                        |   |  |                |                |                |  |
|  | Conferencia Oeste |                      |                    |                        |       |                                  |                                  |                                  |                                  |                                  |   |    |                            | O3                         | Los Angeles F. C.          | 2 |  |                        |                        |                        |   |  |                |                |                |  |
|  |                   |                      | O4                 | Houston Dynamo         | 0     |                                  |                                  |                                  |                                  |                                  |   |    |                            |                            |                            |   |  |                        |                        |                        |   |  |                |                |                |  |
|  |                   |                      | O4                 | Houston Dynamo         | 0     |                                  |                                  |                                  |                                  |                                  |   |    |                            |                            |                            |   |  |                        |                        |                        |   |  |                |                |                |  |
|  |                   |                      |                    |                        |       |                                  |                                  |                                  |                                  |                                  |   |    |                            |                            |                            |   |  |                        |                        |                        |   |  |                |                |                |  |
|  |                   |                      |                    |                        |       |                                  |                                  |                                  |                                  |                                  |   |    |                            |                            |                            |   |  |                        |                        |                        |   |  |                |                |                |  |
|  |                   | O4                   | Houston Dynamo     | 2                      | 1 (4) | 1 (4)                            |                                  |                                  |                                  |                                  |   |    |                            |                            |                            |   |  |                        |                        |                        |   |  |                |                |                |  |
|  |                   |                      |                    | 2                      | 1 (4) | 1 (4)                            |                                  |                                  |                                  |                                  |   |    |                            |                            |                            |   |  |                        |                        |                        |   |  |                |                |                |  |
|  |                   |                      | O5                 | Real Salt Lake         | 1     | 1 (5)                            | 1 (3)                            |                                  |                                  |                                  |   |    |                            |                            |                            |   |  |                        |                        |                        |   |  |                |                |                |  |
|  |                   |                      | O5                 | Real Salt Lake         | 1     | 1 (5)                            | 1 (3)                            |                                  |                                  |                                  |   |    |                            |                            |                            |   |  |                        |                        |                        |   |  |                |                |                |  |
|  |                   |                      |                    |                        |       |                                  |                                  |                                  |                                  |                                  |   |    |                            |                            |                            |   |  |                        |                        |                        |   |  |                |                |                |  |
|  |                   |                      |                    |                        |       |                                  |                                  |                                  |                                  |                                  |   |    |                            |                            |                            |   |  |                        |                        |                        |   |  |                |                |                |  |
|  |                   |                      |                    |                        |       |                                  |                                  |                                  | O4                               | Houston Dynamo                   | 1 |    |                            |                            |                            |   |  |                        |                        |                        |   |  |                |                |                |  |
|  |                   |                      |                    |                        |       |                                  |                                  |                                  |                                  |                                  | 1 |    |                            |                            |                            |   |  |                        |                        |                        |   |  |                |                |                |  |
|  |                   |                      | O8                 | Sporting Kansas City   | 0     |                                  |                                  |                                  |                                  |                                  |   |    |                            |                            |                            |   |  |                        |                        |                        |   |  |                |                |                |  |
|  |                   |                      | O8                 | Sporting Kansas City   | 0     |                                  |                                  |                                  |                                  |                                  |   |    |                            |                            |                            |   |  |                        |                        |                        |   |  |                |                |                |  |
|  |                   |                      |                    |                        |       |                                  |                                  |                                  |                                  |                                  |   |    |                            |                            |                            |   |  |                        |                        |                        |   |  |                |                |                |  |
|  |                   |                      |                    |                        |       |                                  |                                  |                                  |                                  |                                  |   |    |                            |                            |                            |   |  |                        |                        |                        |   |  |                |                |                |  |
|  |                   | O1                   | St. Louis City     | 1                      | 1     | –                                |                                  |                                  |                                  |                                  |   |    |                            |                            |                            |   |  |                        |                        |                        |   |  |                |                |                |  |
|  |                   |                      |                    | 1                      | 1     | –                                |                                  |                                  |                                  |                                  |   |    |                            |                            |                            |   |  |                        |                        |                        |   |  |                |                |                |  |
|  |                   |                      | O8                 | Sporting Kansas City   | 4     | 2                                | –                                |                                  |                                  |                                  |   |    |                            |                            |                            |   |  |                        |                        |                        |   |  |                |                |                |  |
|  | O8                | Sporting Kansas City | O8                 | Sporting Kansas City   | 4     | 2                                | –                                | 0 (4)                            |                                  |                                  |   |    |                            |                            |                            |   |  |                        |                        |                        |   |  |                |                |                |  |
|  | O8                | Sporting Kansas City |                    |                        |       |                                  |                                  |                                  |                                  |                                  |   |    |                            |                            |                            |   |  |                        |                        |                        |   |  |                |                |                |  |
|  | O9                | San Jose Earthquakes | 0 (2)              |                        |       |                                  |                                  |                                  |                                  |                                  |   |    |                            |                            |                            |   |  |                        |                        |                        |   |  |                |                |                |  |
|  | O9                | San Jose Earthquakes | 0 (2)              |                        |       |                                  |                                  |                                  |                                  |                                  |   |    |                            |                            |                            |   |  |                        |                        |                        |   |  |                |                |                |  |
|  |                   |                      |                    |                        |       |                                  |                                  |                                  |                                  |                                  |   |    |                            |                            |                            |   |  |                        |                        |                        |   |  |                |                |                |  |

### Wild Card
Conferencia Este
| 25 de octubre | New York Red Bulls                               | 5 – 2   | Charlotte F. C.             | Red Bull Arena, Harrison                                  |                                                           |
| 18:30 (UTC-5) | - Manoel 10', 37', 78' - Tolkin 26' - Barlow 56' | Reporte | - Vargas 49' - Agyemang 64' | Asistencia: 16 074 espectadores Árbitro(s): Ismail Elfath | Asistencia: 16 074 espectadores Árbitro(s): Ismail Elfath |

Conferencia Oeste
| 25 de octubre | Sporting Kansas City                         | 0 – 0 (4 – 2 p.)           | San Jose Earthquakes                 | Children's Mercy Park, Kansas City                        |                                                           |
| 20:30 (UTC-5) |                                              | Reporte                    |                                      | Asistencia: 17 437 espectadores Árbitro(s): Allen Chapman | Asistencia: 17 437 espectadores Árbitro(s): Allen Chapman |
|               |                                              | Tiros desde el punto penal |                                      |                                                           |                                                           |
|               | - Russell - Pulido - Thommy - Kinda - Sallói |                            | - Espinoza - Yueill - Skahan - Akapo |                                                           |                                                           |

### Primera ronda
Conferencia Este
| 29 de octubre | F. C. Cincinnati                | 3 – 0   | New York Red Bulls | TQL Stadium, Cincinnati                                    |                                                            |
| 20:00 (UTC-4) | - Barreal 23', 89' - Acosta 35' | Reporte |                    | Asistencia: 24 022 espectadores Árbitro(s): Rubiel Vázquez | Asistencia: 24 022 espectadores Árbitro(s): Rubiel Vázquez |

| 4 de noviembre                                                                        | New York Red Bulls                                                                              | 1 – 1 (7 – 8 p.)           | F. C. Cincinnati                                                                              | Red Bull Arena, Harrison                                 |                                                          |
| 19:00 (UTC-4)                                                                         | Barlow 45'                                                                                      | Reporte                    | Boupendza 75'                                                                                 | Asistencia: 16 074 espectadores Árbitro(s): Víctor Rivas | Asistencia: 16 074 espectadores Árbitro(s): Víctor Rivas |
|                                                                                       |                                                                                                 | Tiros desde el punto penal |                                                                                               |                                                          |                                                          |
|                                                                                       | - Fernández - Amaya - S. Nealis - Harper - Tolkin - D. Nealis - Manoel - Stroud - Ngoma - Reyes |                            | - Acosta - Kubo - Arias - Vázquez - Barreal - Miazga - Boupendza - Santos - Mosquera - Moreno |                                                          |                                                          |
| F. C. Cincinnati ganó la serie 2–0 y avanzó a las Semifinales de la Conferencia Este. |                                                                                                 |                            |                                                                                               |                                                          |                                                          |

| 30 de octubre | Orlando City  | 1 – 0   | Nashville S. C. | Exploria Stadium, Orlando                                      |                                                                |
| 19:00 (UTC-4) | Cartagena 41' | Reporte |                 | Asistencia: 19 744 espectadores Árbitro(s): Armando Villarreal | Asistencia: 19 744 espectadores Árbitro(s): Armando Villarreal |

| 7 de noviembre                                                                    | Nashville S. C. | 0 – 1   | Orlando City | Geodis Park, Nashville                                    |                                                           |
| 20:00 (UTC-6)                                                                     |                 | Reporte | Angulo 6'    | Asistencia: 25 315 espectadores Árbitro(s): Allen Chapman | Asistencia: 25 315 espectadores Árbitro(s): Allen Chapman |
| Orlando City ganó la serie 2–0 y avanzó a las Semifinales de la Conferencia Este. |                 |         |              |                                                           |                                                           |

| 1 de noviembre | Columbus Crew               | 2 – 0   | Atlanta United | Lower.com Field, Columbus                                 |                                                           |
| 19:30 (UTC-4)  | Hernández 45+1', 51' (pen.) | Reporte |                | Asistencia: 20 176 espectadores Árbitro(s): Lukasz Szpala | Asistencia: 20 176 espectadores Árbitro(s): Lukasz Szpala |

| 7 de noviembre | Atlanta United                                              | 4 – 2   | Columbus Crew                   | Mercedes-Benz Stadium, Atlanta                          |                                                         |
| 19:00 (UTC-5)  | - Giakoumakis 38' - Silva 45+4' - Mosquera 83' - Almada 88' | Reporte | - Hernández 45' - Arfsten 90+5' | Asistencia: 41 850 espectadores Árbitro(s): Chris Penso | Asistencia: 41 850 espectadores Árbitro(s): Chris Penso |

| 12 de noviembre                                                                    | Columbus Crew                                     | 4 – 2   | Atlanta United                | Lower.com Field, Columbus                                      |                                                                |
| 19:00 (UTC-5)                                                                      | - Nagbe 9' - Amundsen 17' - Mățan 33' - Rossi 47' | Reporte | - Giakoumakis 35' - Silva 50' | Asistencia: 20 182 espectadores Árbitro(s): Armando Villarreal | Asistencia: 20 182 espectadores Árbitro(s): Armando Villarreal |
| Columbus Crew ganó la serie 2–1 y avanzó a las Semifinales de la Conferencia Este. |                                                   |         |                               |                                                                |                                                                |

| 28 de octubre | Philadelphia Union                           | 3 – 1   | New England Revolution | Subaru Park, Chester                                            |                                                                 |
| 17:00 (UTC-4) | - Gazdag 19' (pen.) - Uhre 26' - Harriel 37' | Reporte | Bou 68'                | Asistencia: 19 778 espectadores Árbitro(s): Pierre-Luc Lauzière | Asistencia: 19 778 espectadores Árbitro(s): Pierre-Luc Lauzière |

| 8 de noviembre                                                                          | New England Revolution | 0 – 1   | Philadelphia Union | Gillette Stadium, Foxborough                             |                                                          |
| 19:00 (UTC-5)                                                                           |                        | Reporte | Donovan 79'        | Asistencia: 15 214 espectadores Árbitro(s): Drew Fischer | Asistencia: 15 214 espectadores Árbitro(s): Drew Fischer |
| Philadelphia Union ganó la serie 2–0 y avanzó a las Semifinales de la Conferencia Este. |                        |         |                    |                                                          |                                                          |

Conferencia Oeste
| 29 de octubre | St. Louis City | 1 – 4   | Sporting Kansas City                               | Citypark, San Luis                                    |                                                       |
| 21:00 (UTC-5) | Parker 28'     | Reporte | - Ndenbe 27' - Walter 36' - Kinda 39' - Sallói 61' | Asistencia: 22 423 espectadores Árbitro(s): Ted Unkel | Asistencia: 22 423 espectadores Árbitro(s): Ted Unkel |

| 5 de noviembre                                                                             | Sporting Kansas City        | 2 – 1   | St. Louis City | Children's Mercy Park, Kansas City                        |                                                           |
| 16:00 (UTC-6)                                                                              | - Ndenbe 45+1' - Sallói 73' | Reporte | Pompeu 86'     | Asistencia: 21 650 espectadores Árbitro(s): Ismail Elfath | Asistencia: 21 650 espectadores Árbitro(s): Ismail Elfath |
| Sporting Kansas City ganó la serie 2–0 y avanzó a las Semifinales de la Conferencia Oeste. |                             |         |                |                                                           |                                                           |

| 30 de octubre | Seattle Sounders                 | 2 – 0   | F. C. Dallas | Lumen Field, Seattle                                         |                                                              |
| 18:00 (UTC-7) | - Rusnák 43' (pen.) - Morris 74' | Reporte |              | Asistencia: 30 741 espectadores Árbitro(s): Joseph Dickerson | Asistencia: 30 741 espectadores Árbitro(s): Joseph Dickerson |

| 4 de noviembre | F. C. Dallas                                    | 3 – 1   | Seattle Sounders | Estadio Toyota, Frisco                                      |                                                             |
| 20:00 (UTC-5)  | - Arriola 6' - Ferreira 18' (pen.) - Obrian 89' | Reporte | Morris 48'       | Asistencia: 19 096 espectadores Árbitro(s): Rosendo Mendoza | Asistencia: 19 096 espectadores Árbitro(s): Rosendo Mendoza |

| 10 de noviembre                                                                        | Seattle Sounders | 1 – 0   | F. C. Dallas | Lumen Field, Seattle                                      |                                                           |
| 19:00 (UTC-8)                                                                          | Rusnák 36'       | Reporte |              | Asistencia: 33 048 espectadores Árbitro(s): Fotis Bazakos | Asistencia: 33 048 espectadores Árbitro(s): Fotis Bazakos |
| Seattle Sounders ganó la serie 2–1 y avanzó a las Semifinales de la Conferencia Oeste. |                  |         |              |                                                           |                                                           |

| 28 de octubre | Los Angeles F. C.                                        | 5 – 2   | Vancouver Whitecaps        | BMO Stadium, Los Ángeles                                |                                                         |
| 17:00 (UTC-7) | - Hollingshead 18', 52' - Bouanga 29', 64' - Murillo 80' | Reporte | - White 27' - Adekugbe 40' | Asistencia: 22 002 espectadores Árbitro(s): Jon Freemon | Asistencia: 22 002 espectadores Árbitro(s): Jon Freemon |

| 5 de noviembre                                                                          | Vancouver Whitecaps | 0 – 1   | Los Angeles F. C.  | Estadio BC Place, Vancouver                              |                                                          |
| 16:30 (UTC-8)                                                                           |                     | Reporte | Bouanga 24' (pen.) | Asistencia: 30 204 espectadores Árbitro(s): Timothy Ford | Asistencia: 30 204 espectadores Árbitro(s): Timothy Ford |
| Los Angeles F. C. ganó la serie 2–0 y avanzó a las Semifinales de la Conferencia Oeste. |                     |         |                    |                                                          |                                                          |

| 29 de octubre | Houston Dynamo            | 2 – 1   | Real Salt Lake | Shell Energy Stadium, Houston                                  |                                                                |
| 17:00 (UTC-5) | - Herrera 22' - Bassi 79' | Reporte | Luna 54'       | Asistencia: 17 508 espectadores Árbitro(s): Guido Gonzáles Jr. | Asistencia: 17 508 espectadores Árbitro(s): Guido Gonzáles Jr. |

| 6 de noviembre | Real Salt Lake                               | 1 – 1 (5 – 4 p.)           | Houston Dynamo                                         | America First Field, Sandy                                |                                                           |
| 19:00 (UTC-7)  | Savarino 70'                                 | Reporte                    | Bassi 28'                                              | Asistencia: 20 251 espectadores Árbitro(s): Fotis Bazakos | Asistencia: 20 251 espectadores Árbitro(s): Fotis Bazakos |
|                |                                              | Tiros desde el punto penal |                                                        |                                                           |                                                           |
|                | - Arango - Kreilach - Savarino - Vera - Luna |                            | - Bassi - Carrasquilla - Úlfarsson - Dorsey - Quiñones |                                                           |                                                           |

| 11 de noviembre                                                                      | Houston Dynamo                                         | 1 – 1 (4 – 3 p.)           | Real Salt Lake                            | Shell Energy Stadium, Houston                           |                                                         |
| 15:00 (UTC-6)                                                                        | Baird 28'                                              | Reporte                    | Luna 65'                                  | Asistencia: 16 374 espectadores Árbitro(s): Chris Penso | Asistencia: 16 374 espectadores Árbitro(s): Chris Penso |
|                                                                                      |                                                        | Tiros desde el punto penal |                                           |                                                         |                                                         |
|                                                                                      | - Carrasquilla - Úlfarrson - Bassi - Quiñones - Dorsey |                            | - Arango - Rubín - Luna - Vera - Musovski |                                                         |                                                         |
| Houston Dynamo ganó la serie 2–1 y avanzó a las Semifinales de la Conferencia Oeste. |                                                        |                            |                                           |                                                         |                                                         |

### Semifinales de conferencia
Conferencia Este
| 25 de noviembre | F. C. Cincinnati | 1 – 0   | Philadelphia Union | TQL Stadium, Cincinnati                                   |                                                           |
| 20:00 (UTC-5)   | Mosquera 90+4'   | Reporte |                    | Asistencia: 25 513 espectadores Árbitro(s): Ismail Elfath | Asistencia: 25 513 espectadores Árbitro(s): Ismail Elfath |

| 25 de noviembre | Orlando City | 0 – 2 (t. s.) | Columbus Crew                  | Exploria Stadium, Orlando                               |                                                         |
| 17:30 (UTC-5)   |              | Reporte       | - Ramírez 93' - Hernández 118' | Asistencia: 25 527 espectadores Árbitro(s): Jon Freemon | Asistencia: 25 527 espectadores Árbitro(s): Jon Freemon |

Conferencia Oeste
| 26 de noviembre | Houston Dynamo | 1 – 0   | Sporting Kansas City | Shell Energy Stadium, Houston                                  |                                                                |
| 18:00 (UTC-6)   | Escobar 39'    | Reporte |                      | Asistencia: 20 319 espectadores Árbitro(s): Guido Gonzáles Jr. | Asistencia: 20 319 espectadores Árbitro(s): Guido Gonzáles Jr. |

| 26 de noviembre | Seattle Sounders | 0 – 1   | Los Angeles F. C. | Lumen Field, Seattle                                  |                                                       |
| 18:30 (UTC-8)   |                  | Reporte | Bouanga 30'       | Asistencia: 33 649 espectadores Árbitro(s): Ted Unkel | Asistencia: 33 649 espectadores Árbitro(s): Ted Unkel |

### Finales de conferencia
Conferencia Este
| 2 de diciembre | F. C. Cincinnati             | 2 – 3 (t. s.) | Columbus Crew                                  | TQL Stadium, Cincinnati                                   |                                                           |
| 18:00 (UTC-5)  | - Vázquez 14' - Acosta 45+3' | Reporte       | - Powell 75' (a.g.) - Rossi 86' - Ramírez 115' | Asistencia: 25 513 espectadores Árbitro(s): Allen Chapman | Asistencia: 25 513 espectadores Árbitro(s): Allen Chapman |

Conferencia Oeste
| 2 de diciembre | Los Angeles F. C.                       | 2 – 0   | Houston Dynamo | BMO Stadium, Los Ángeles                                 |                                                          |
| 18:30 (UTC-8)  | - Hollingshead 44' - Escobar 80' (a.g.) | Reporte |                | Asistencia: 22 221 espectadores Árbitro(s): Víctor Rivas | Asistencia: 22 221 espectadores Árbitro(s): Víctor Rivas |

### MLS Cup 2023
| 9 de diciembre | Columbus Crew                       | 2 – 1   | Los Angeles F. C. | Lower.com Field, Columbus                                      |                                                                |
| 16:00 (UTC-5)  | - Hernández 33' (pen.) - Yeboah 37' | Reporte | Bouanga 74'       | Asistencia: 20 802 espectadores Árbitro(s): Armando Villarreal | Asistencia: 20 802 espectadores Árbitro(s): Armando Villarreal |

|                                   |
| Bandera de Ohio                   |
| Campeón Columbus Crew 3.er título |

## Estadísticas

### Goleadores
- Actualizado el 21 de octubre de 2023.[37]

| Jugador             | Equipo               | Goles | Partidos |
| ------------------- | -------------------- | ----- | -------- |
| Denis Bouanga       | Los Angeles FC       | 20    | 31       |
| Luciano Acosta      | FC Cincinnati        | 17    | 32       |
| Giorgos Giakoumakis | Atlanta United FC    | 17    | 27       |
| Cucho Hernández     | Columbus Crew        | 16    | 27       |
| Hany Mukhtar        | Nashville SC         | 15    | 34       |
| Brian White         | Vancouver Whitecaps  | 15    | 32       |
| Christian Benteke   | D. C. United         | 14    | 31       |
| Julián Carranza     | Philadelphia Union   | 14    | 31       |
| Dániel Gazdag       | Philadelphia Union   | 14    | 32       |
| Alan Pulido         | Sporting Kansas City | 14    | 28       |
| Facundo Torres      | Orlando City SC      | 14    | 30       |

#### Tripletes o pókers
Aquí se encuentra la lista de tripletes y póker de goles (en general, tres o más goles marcados por un jugador en un mismo encuentro) conseguidos en la temporada.
| Fecha      | Jugador           | Goles                                   | Local                | Resultado | Visitante           | Jornada        |
| ---------- | ----------------- | --------------------------------------- | -------------------- | --------- | ------------------- | -------------- |
| 25/03/2023 | Jordan Morris     | 23' · 54' · 69' · 77'                   | Sporting Kansas City | 1 - 4     | Seattle Sounders FC | Jornada 5      |
| 08/04/2023 | Denis Bouanga     | 40' · 57' · 68'                         | Los Angeles FC       | 3 - 0     | Austin FC           | Jornada 7      |
| 22/04/2023 | Mikael Uhre       | 20' · 43' · 56'                         | Philadelphia Union   | 4 - 2     | Toronto FC          | Jornada 9      |
| 06/05/2023 | Hany Mukhtar      | 45+3' (penalti) · 70' (penalti) · 90+1' | Nashville SC         | 3 - 0     | Chicago Fire        | Jornada 11     |
| 17/06/2023 | Hany Mukhtar      | 11' · 70' (penalti) · 75'               | Nashville SC         | 3 - 1     | St. Louis City SC   | Jornada 19     |
| 02/09/2023 | Cucho Hernández   | 22' · 43' · 65' (penalti)               | CF Montréal          | 2 - 4     | Columbus Crew       | Jornada 27     |
| 20/09/2023 | Cucho Hernández   | 8' (penalti) · 16' (penalti) · 23'      | Columbus Crew        | 3 - 0     | Chicago Fire        | Jornada 29     |
| 20/09/2023 | Billy Sharp       | 16' · 63' · 71'                         | Los Angeles Galaxy   | 4 - 3     | Minnesota United FC | Jornada 29     |
| 23/09/2023 | Christian Benteke | 21' · 36' · 45+2' (penalti)             | D. C. United         | 3 - 5     | New York Red Bulls  | Jornada 30     |
| 04/10/2023 | Denis Bouanga     | 6' · 36' · 45+1'                        | Los Angeles FC       | 5 - 1     | Minnesota United FC | Jornada 32     |
| 07/10/2023 | Teemu Pukki       | 45' · 60' · 67' · 76'                   | Minnesota United FC  | 5 - 2     | Los Angeles Galaxy  | Jornada 33     |
| 25/10/2023 | Elias Manoel      | 10' · 37' · 78'                         | New York Red Bulls   | 5 - 2     | Charlotte FC        | Wild Card Este |

### Asistencias
| Thiago Almada                               | Atlanta United FC      | 19 | 31 |
| Héctor Herrera                              | Houston Dynamo FC      | 17 | 30 |
| Carles Gil                                  | New England Revolution | 15 | 32 |
| Eduard Löwen                                | St. Louis City SC      | 14 | 29 |
| Luciano Acosta                              | FC Cincinnati          | 13 | 32 |
| Cristian Espinoza                           | San Jose Earthquakes   | 13 | 34 |
| Ryan Gauld                                  | Vancouver Whitecaps FC | 12 | 32 |
| Mauricio Pereyra                            | Orlando City SC        | 12 | 31 |
| Carlos Vela                                 | Los Angeles FC         | 12 | 34 |
| Última actualización: 21 de octubre de 2023 |                        |    |    |

### Porterías imbatidas
| Stefan Frei                                 | Seattle Sounders FC | 14 | 32 |
| Roman Celentano                             | FC Cincinnati       | 12 | 33 |
| Steve Clark                                 | Houston Dynamo FC   | 12 | 33 |
| Jonathan Sirois                             | CF Montréal         | 11 | 33 |
| Pedro Gallese                               | Orlando City SC     | 10 | 30 |
| Joe Willis                                  | Nashville SC        | 10 | 32 |
| Carlos Coronel                              | New York Red Bulls  | 9  | 34 |
| Zac MacMath                                 | Real Salt Lake      | 9  | 28 |
| Andre Blake                                 | Philadelphia Union  | 8  | 27 |
| Chris Brady                                 | Chicago Fire        | 8  | 30 |
| Roman Bürki                                 | Chicago Fire        | 8  | 33 |
| Última actualización: 21 de octubre de 2023 |                     |    |    |

## Premios y reconocimientos
| Semana    | Futbolista          | Equipo                 |
| --------- | ------------------- | ---------------------- |
| Semana 1  | Thiago Almada       | Atlanta United FC      |
| Semana 2  | Lucas Zelarayán     | Columbus Crew          |
| Semana 3  | Caleb Wiley         | Atlanta United FC      |
| Semana 4  | Thiago Almada       | Atlanta United FC      |
| Semana 5  | Jordan Morris       | Seattle Sounders FC    |
| Semana 6  | Simon Becher        | Vancouver Whitecaps    |
| Semana 7  | Denis Bouanga       | Los Angeles FC         |
| Semana 8  | Carlos Vela         | Los Angeles FC         |
| Semana 9  | Mikael Uhre         | Philadelphia Union     |
| Semana 10 | Leonardo Campana    | Inter Miami            |
| Semana 11 | Hany Mukhtar        | Nashville SC           |
| Semana 12 | Evander             | Portland Timbers       |
| Semana 13 | Brandon Cambridge   | Charlotte FC           |
| Semana 14 | Luciano Acosta      | FC Cincinnati          |
| Semana 15 | Julián Carranza     | Philadelphia Union     |
| Semana 16 | Carles Gil          | New England Revolution |
| Semana 17 | Julián Carranza     | Philadelphia Union     |
| Semana 18 | Alan Pulido         | Sporting Kansas City   |
| Semana 19 | Hany Mukhtar        | Nashville SC           |
| Semana 20 | Damir Kreilach      | Real Salt Lake         |
| Semana 21 | Ryan Gauld          | Vancouver Whitecaps    |
| Semana 22 | Randall Leal        | Nashville SC           |
| Semana 23 | Riqui Puig          | Los Angeles Galaxy     |
| Semana 24 | Léo Chú             | Seattle Sounders FC    |
| Semana 25 | Dániel Gazdag       | Philadelphia Union     |
| Semana 26 | Diego Luna          | Real Salt Lake         |
| Semana 27 | Giorgos Giakoumakis | Atlanta United FC      |
| Semana 28 | Thiago Almada       | Atlanta United FC      |
| Semana 29 | Emanuel Reynoso     | Minnesota United FC    |
| Semana 30 | Cucho Hernández     | Columbus Crew          |
| Semana 31 | Leonardo Campana    | Inter Miami            |
| Semana 32 | Ramiro Enrique      | Orlando City SC        |
| Semana 33 | Billy Sharp         | Los Angeles Galaxy     |
| Semana 34 | Luciano Acosta      | FC Cincinnati          |
| Semana 35 | João Klauss         | St. Louis City SC      |
| Semana 36 | Denis Bouanga       | Los Angeles FC         |
| Semana 37 | Teemu Pukki         | Minnesota United FC    |
| Semana 38 | Johnny Russell      | Sporting Kansas City   |

| Semana    | Futbolista            | Equipo               |
| --------- | --------------------- | -------------------- |
| Semana 1  | Thiago Almada         | Atlanta United FC    |
| Semana 2  | Robert Taylor         | Inter Miami          |
| Semana 3  | Jon Gallagher         | Austin FC            |
| Semana 4  | Thiago Almada         | Atlanta United FC    |
| Semana 5  | João Klauss           | St. Louis City SC    |
| Semana 6  | Federico Bernardeschi | Toronto FC           |
| Semana 7  | Josh Atencio          | Seattle Sounders FC  |
| Semana 8  | Tyler Boyd            | Los Angeles Galaxy   |
| Semana 9  | Karol Świderski       | Charlotte FC         |
| Semana 10 | Christian Benteke     | D. C. United         |
| Semana 11 | Claudio Bravo         | Portland Timbers     |
| Semana 12 | Evander               | Portland Timbers     |
| Semana 13 | Giorgos Giakoumakis   | Atlanta United FC    |
| Semana 14 | Bongokuhle Hlongwane  | Minnesota United FC  |
| Semana 15 | Eduard Löwen          | St. Louis City SC    |
| Semana 16 | Memo Rodríguez        | Los Angeles Galaxy   |
| Semana 17 | Luciano Acosta        | FC Cincinnati        |
| Semana 18 | Lucas Zelarayán       | Columbus Crew        |
| Semana 19 | Pablo Ruíz            | Real Salt Lake       |
| Semana 20 | José Andrés Martínez  | Philadelphia Union   |
| Semana 21 | Justen Glad           | Real Salt Lake       |
| Semana 22 | Thiago Almada         | Atlanta United FC    |
| Semana 23 | Tyler Boyd            | Los Angeles Galaxy   |
| Semana 24 | Riqui Puig            | Los Angeles Galaxy   |
| Semana 25 | Miguel Trauco         | San Jose Earthquakes |
| Semana 26 | Eduard Löwen          | St. Louis City SC    |
| Semana 27 | Samuel Adeniran       | St. Louis City SC    |
| Semana 28 | Lionel Messi          | Inter Miami          |
| Semana 29 | Riqui Puig            | Los Angeles Galaxy   |
| Semana 30 | Evander               | Portland Timbers     |
| Semana 31 | Facundo Farías        | Inter Miami          |
| Semana 32 | Leonardo Campana      | Inter Miami          |
| Semana 33 | Robert Taylor         | Inter Miami          |
| Semana 34 | Njabulo Blom          | St. Louis City SC    |
| Semana 35 | Mateusz Klich         | D. C. United         |
| Semana 36 | Brecht Dejaegere      | Charlotte FC         |
| Semana 37 | Ashley Westwood       | Charlotte FC         |
| Semana 38 | Duncan McGuire        | Orlando City SC      |

### Jugador del mes
| Mes           | Futbolista        | Equipo               | Estadísticas                       | Ref.   |
| ------------- | ----------------- | -------------------- | ---------------------------------- | ------ |
| Febrero/Marzo | Thiago Almada     | Atlanta United FC    | 4 partidos, 4 goles, 4 asistencias | [ 38 ] |
| Abril         | Cristian Espinoza | San Jose Earthquakes | 5 partidos, 5 goles, 1 asistencia  | [ 39 ] |
| Mayo          | Hany Mukhtar      | Nashville SC         | 5 partidos, 6 goles, 2 asistencias | [ 40 ] |
| Junio         | Alan Pulido       | Sporting Kansas City | 5 partidos, 6 goles, 1 asistencia  | [ 41 ] |
| Julio         | Luciano Acosta    | FC Cincinnati        | 4 partidos, 3 goles, 4 asistencias | [ 42 ] |
| Agosto        | Luciano Acosta    | FC Cincinnati        | 3 partidos, 1 gol, 3 asistencias   | [ 43 ] |
| Septiembre    | Cucho Hernández   | Columbus Crew        | 5 partidos, 8 goles, 1 asistencia  | [ 44 ] |
| Octubre       | Denis Bouanga     | Los Angeles FC       | 4 partidos, 6 goles, 1 asistencia  | [ 45 ] |

### Premios anuales
| Premio                                  | Ganador             | Equipo               |
| --------------------------------------- | ------------------- | -------------------- |
| Jugador Más Valioso                     | Luciano Acosta      | FC Cincinnati        |
| Bota de Oro                             | Denis Bouanga       | Los Angeles FC       |
| Entrenador del año                      | Pat Noonan          | FC Cincinnati        |
| Portero del año                         | Roman Bürki         | St. Louis City SC    |
| Defensa del año                         | Matt Miazga         | FC Cincinnati        |
| Jugador joven del año                   | Thiago Almada       | Atlanta United FC    |
| Contratación del año                    | Giorgos Giakoumakis | Atlanta United FC    |
| Atajada del año                         | Roman Celentano     | FC Cincinnati        |
| Gol del año                             | Luciano Acosta      | FC Cincinnati        |
| Espíritu de superación                  | Alan Pulido         | Sporting Kansas City |
| Premio Audi Goals Drive Progress Impact | Alejandro Bedoya    | Philadelphia Union   |
| Árbitro del año                         | Victor Rivas        | Victor Rivas         |
| Árbitro asistente del año               | Ian McKay           | Ian McKay            |

### Equipo ideal de la temporada
El 28 de noviembre se anunció el equipo ideal de la temporada (denominada MLS Best XI), que reconoce a los 11 mejores jugadores de la Major League Soccer.
| Pos. | Futbolista          | Equipo            |
| ---- | ------------------- | ----------------- |
| POR  | Roman Bürki         | St. Louis City SC |
| DEF  | Matt Miazga         | FC Cincinnati     |
| DEF  | Tim Parker          | St. Louis City SC |
| DEF  | Walker Zimmerman    | Nashville SC      |
| MED  | Luciano Acosta      | FC Cincinnati     |
| MED  | Thiago Almada       | Atlanta United FC |
| MED  | Héctor Herrera      | Houston Dynamo FC |
| MED  | Hany Mukhtar        | Nashville SC      |
| DEL  | Denis Bouanga       | Los Angeles FC    |
| DEL  | Giorgos Giakoumakis | Atlanta United FC |
| DEL  | Cucho Hernández     | Columbus Crew     |